# Batalla de Varsovia (1831)
La batalla de Varsovia se libró en septiembre de 1831 entre el Imperio ruso y el Zarato de Polonia. Después de un asalto de dos días a las fortificaciones occidentales de la ciudad, las defensas polacas colapsaron y la ciudad fue evacuada. Fue la batalla más grande y el episodio final del Levantamiento de Noviembre o de la Guerra polaco-rusa de 1830-1831.
Después de casi un año de intensos combates, una gran fuerza rusa cruzó el Vístula y asedió la capital de Polonia el 20 de agosto. Aunque el asedio se levantó parcialmente poco después y una salida exitosa permitió una ruta de comunicación entre la ciudad y el resto de Polonia, una gran fuerza rusa permaneció en la orilla izquierda del Vístula y continuó amenazando a la ciudad. El comandante ruso Iván Paskévich consiguió la rendición polaca, ya que su homólogo polaco, Jan Krukowiecki, miembro de las fuerzas políticas moderadas, estuvo dispuesto a negociar con el zar Nicolás I, que había sido depuesto del trono polaco en enero de 1831 por el Sejm (Parlamento polaco). Cuando una facción menos conciliadora ganó el poder en Varsovia y la oferta rusa de rendición fue rechazada. Paskévich ordenó a sus fuerzas lanzar un asalto contra las defensas occidentales de Varsovia.

## Antecedentes
En 1830, una serie de revoluciones se levantaron por toda Europa: la Revolución de julio en Francia, la Revolución belga y las revueltas más pequeñas en Italia amenazaron con derrocar el marco de la política europea establecida en el Congreso de Viena. Como los zares rusos se encontraban entre los defensores más firmes de ese statu quo, el levantamiento en Polonia y la expulsión del zar como rey de Polonia por el Sejm y el Senado de Polonia el 25 de enero de 1831 se consideraron un hecho grave. Rusia no pudo enviar sus ejércitos a Bélgica o Francia antes de que la rebelión polaca fuera sofocada. Por esa razón, la captura de Varsovia fue el principal objetivo de Rusia en la guerra desde el comienzo de las hostilidades.
En el curso del levantamiento, el ejército de Rusia intentó sin éxito capturar la capital de Polonia en dos ocasiones. Primero en febrero de 1831, las fuerzas del mariscal de campo Hans Karl von Diebitsch irrumpieron en el suburbio oriental llamado Praga. Después de una sangrienta batalla en Grochów, el ejército polaco se retiró con éxito a Varsovia permaneciendo la capital en manos polacas.
Incapaz de capturar Varsovia mediante un asalto frontal, von Diebitsch ideó un plan para flanquearlo y tomar la ciudad desde el oeste. A principios de 1831, envió sus fuerzas río arriba en el Vístula, donde las divisiones rusas debían cruzar el río y regresar al norte dirección Varsovia. El nuevo plan volvió a fracasar tras las batallas de Wawer, Dębe Wielkie e Iganie. Los rusos se retiraron hacia Siedlce donde von Diebitsch cayó enfermo y murió de cólera 

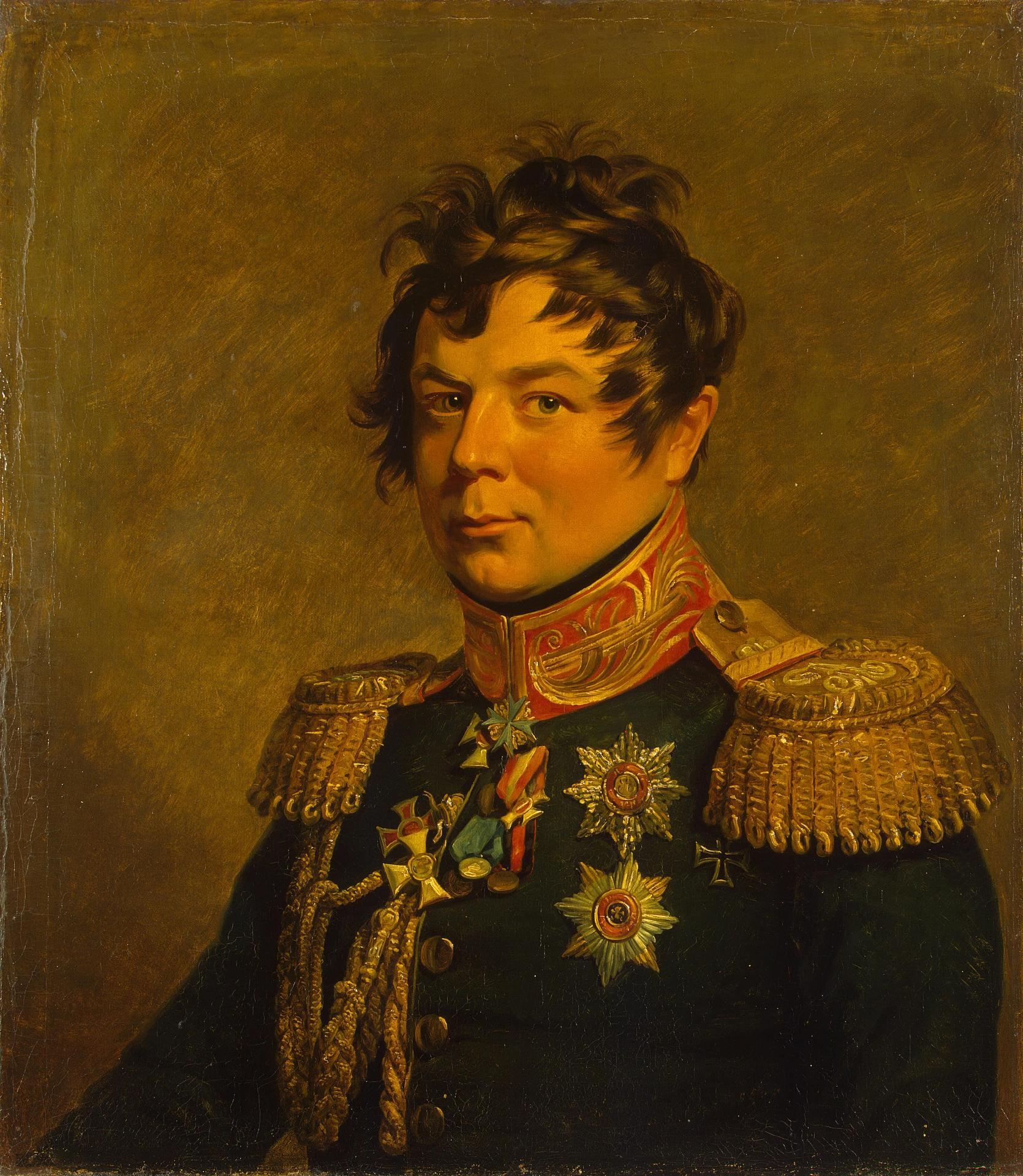
Hans Karl von Diebitsch

El sucesor de von Diebitsch como comandante en jefe de las fuerzas rusas en Polonia, el conde Iván Paskévich, decidió esperar a que las fuerzas polacas en otros frentes fueran derrotadas antes de reanudar su marcha hacia Varsovia. Así, en junio de 1831 tras la derrota del general Antanas Gelgaudas en la batalla de Wilno y que se viera obligado a cruzar la frontera con Prusia para evitar la destrucción completa, solo un pequeño destacamento bajo el mando del general Henryk Dembiński logró unirse a la fuerza principal polaca. Esto aseguró el flanco norte de Paskévich y permitió a sus fuerzas idear un nuevo plan de ataque. En lugar de atacar la ciudad directamente y arriesgarse a otra derrota, tenía la intención de rodear Varsovia y aislarla de otras áreas controladas por Polonia y obligarla a claudicar.
Entre el 17 y el 21 de julio de 1831, cruzó el Vístula cerca de Osiek con su fuerza principal, y se dirigió hacia Varsovia a través de Gąbin y Łowicz. Mientras tanto, otras fuerzas rusas de otros frentes fueron también dirigidas hacia la ciudad. El cuerpo del general Gregor von Rosen (12 000 hombres y 34 cañones) marchó casi sin oposición desde Brześć Litewski y llegó al suburbio varsoviano de Praga el 10 de agosto. Mientras que el ejército del general Theodor von Rüdiger (12 000 hombres y 42 cañones) cruzó el Vístula Superior en Józefów el 7 de agosto y ocupó Radom.
El nuevo comandante en jefe del ejército polaco, Jan Zygmunt Skrzynecki, dudaba en librar una batalla importante. En cambio, ordenó que Varsovia se fortificara y permitió a los rusos cruzar el Vístula sin oposición. En su opinión, la guerra solo podía ganarse diplomáticamente, mediante intervenciones del Reino Unido, Austria y Francia. En caso de que fracasasen, Skrzynecki creía que Varsovia resistiría al menos varias semanas bajo asedio, después de lo cual la mayor parte del ejército polaco seguiría intacto para librar una batalla decisiva contra los rusos, que para entonces quedarían aislados de su retaguardia. El 10 de agosto de 1831, Skrzynecki se vio obligado a renunciar y fue reemplazado por Henryk Dembiński, gobernador militar de Varsovia.

## Preludio

### Ejército Polaco
El ejército polaco a principios de septiembre de 1831 tenía alrededor de 62 000 hombres. La guarnición de Varsovia contaba con 31 100 infantería y 3800 caballería. Se dividió en las siguientes unidades: 
- I Cuerpo (general Jan Nepomucen Umiński): 18 100 infantería, 1400 caballería, 34 cañones.
- Cuerpo de reserva (general Henryk Dembiński): 11 500 infantería, 1700 caballería, 12 cañones.
- Guarnición de Varsovia y Praga: 1361 infantería, 524 caballería.

La artillería incluía 228 piezas de artillería de todo tipo y 21 baterías de cohetes Congreve, con 4554 soldados del ejército regular y 200 miembros de la Guardia Nacional.
La dotación era insuficiente para controlar todas las defensas por lo que algunas fortalezas tuvieron que ser abandonadas. El Comité de Ingeniería predijo que las fortificaciones de Varsovia requerirían al menos 60 000 tropas para estar totalmente bajo control. Había 15 000 miembros aptos de la Guardia de Seguridad, la Guardia Nacional y las milicias de la Guardia de la Ciudad Judía dispuestos a unirse a la lucha, pero el ejército se negó a proporcionarles armas por temor a perder el control sobre los civiles rebeldes.
La ciudad albergaba a más de 175 000 civiles y refugiados y había poco suministro de alimentos. En cambio, los suministros de municiones eran excelentes: Tres millones de municiones y 60 000 balas de cañón.

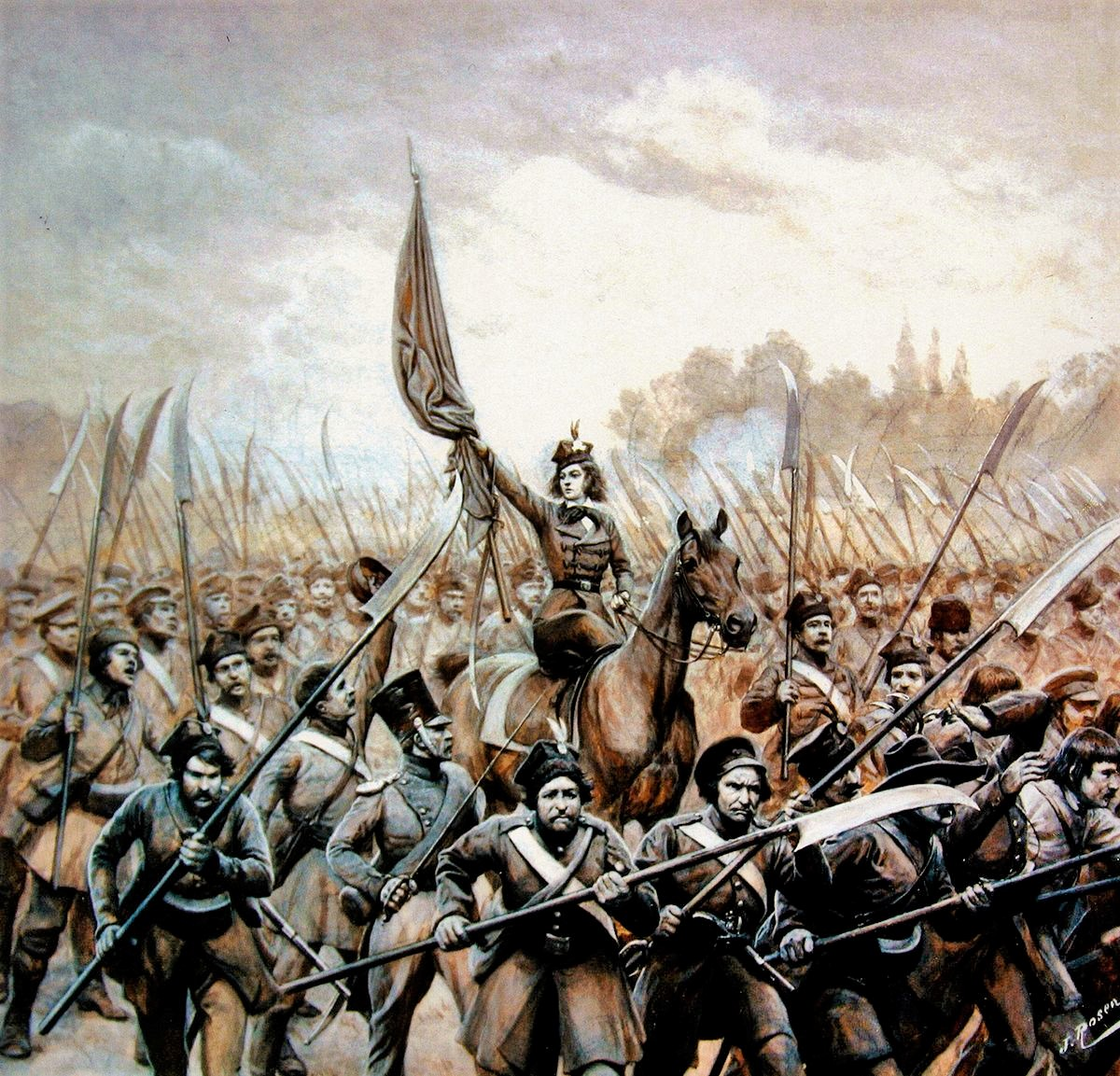
Kosynierzy en 1831, liderados por Emilia Plater. Pintura de Jan Rosen.

Una epidemia de cólera azotó Varsovia entre el 16 de mayo y el 20 de agosto; 4734 personas enfermaron y 2524 murieron. El 15 de agosto estalló un motín en la ciudad, con hasta 3000 civiles y soldados matando a presuntos espías y traidores. Entre 36 y 60 personas fueron asesinadas. Se restableció el orden, pero la situación en la ciudad sitiada seguía siendo frágil.
El ejército polaco estaba compuesto principalmente por voluntarios y organizado al modo del ejército de Napoleón Bonaparte, lo que significaba que no había castigos corporales en los manuales militares y los soldados estaban muy motivados. La buena moral de los primeros meses de la sublevación había desaparecido en los primeros días de septiembre. Una larga serie de derrotas, victorias parciales y retiradas, junto con la indecisión del alto mando y los frecuentes cambios en la estructura del comando (entre el 12 y el 20 de agosto, el cargo de Comandante en Jefe cambió de manos cuatro veces) hizo que la moral de los soldados bajará. Además, la mayoría de los generales en Varsovia carecían de fe en los objetivos y  "solo estaban haciendo su trabajo" con la esperanza de que el statu quo volviera tan pronto como el zar se viera obligado a cumplir sus promesas. Los generales que apoyaban la lucha continua (Jan Nepomucen Umiński, Henryk Dembiński, Józef Bem y Kazimierz Małachowski) estaban a cargo a principios de septiembre, pero fueron superados en número por los generales que estaban dispuestos a firmar un armisticio con los rusos.
Estaban equipados con el rifle estándar modelo 1808 de chispa mosquete, parecido al Mosquete Charleville,  (una copia del fusil Charleville ) y su modificación, el modelo 1826, con alcance efectivo no superior a 250 metros. Algunas unidades de la infantería polaca todavía estaban armadas con rifles de caza o guadañas de guerra, pero contrariamente a lo que se puede pensar, los kosynierzy o portadores de guadañas eran una minoría de las fuerzas polacas.La artillería, de fabricación rusa, utilizada era principalmente Licornes de seis libras y doce libras.La artillería más pesada incluía cañones de veinte libras y 10 libras. También utilizaron en menor medida armas extranjeras.

### Ejército Ruso
Para el 20 de agosto de 1831, los rusos rodearon casi por completo a Varsovia. El conde Paskévich tenía a su disposición un gran ejército. Su fuerza principal en la orilla izquierda del Vístula consistía en entre 54 000 y 55 000 soldados, apoyados por 324 cañones de diversos calibres. Otros 7000 soldados y 20 cañones protegian los cruces del río. El II Cuerpo bajo el general Cyprian von Kreutz contaba con 21000 soldados y  90 cañones que se dirigía hacia la ciudad desde Osiek mientras el cuerpo de von Rüdiger estaba situado en Radom, luchando contra un gran ejército polaco bajo el mando del general Samuel Różycki.

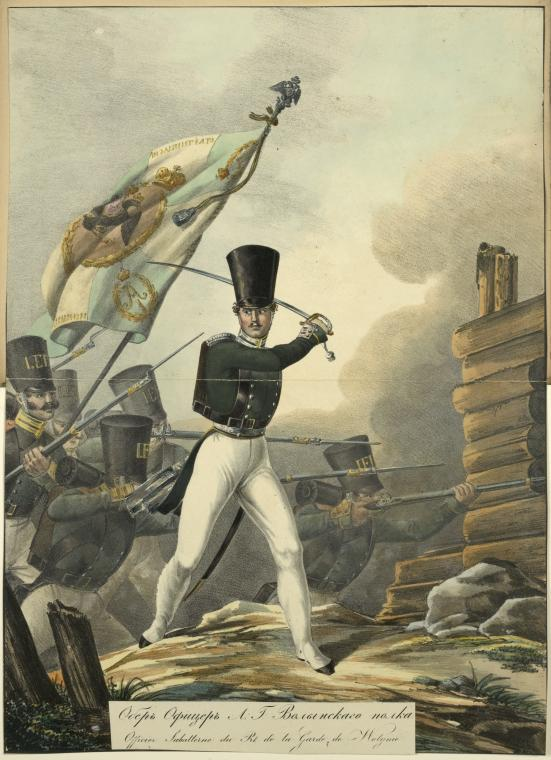
Oficial y soldados del Cuerpo de la Guardia Imperial

Para el 5 de septiembre de 1831, la principal fuerza rusa tenía 78500 hombres armados, incluidos 2000 zapadores, 54000 infantería y 17200 caballería. La artillería rusa superaba en número a la polaca y tenía 382 cañones y 8 morteros controlados por 7300 hombres. Las fuerzas que atacaron Varsovia se dividieron de la siguiente manera:
- I Cuerpo de Infantería (General Peter von der Pahlen): 11300 infantería, 424 caballería, 66 cañones y 4 morteros.
  - División de Caballería (Príncipe Stepán Jilkov): 2700 caballería, 847 cosacos y 10 cañones.
- II Cuerpo de Infantería (General Cyprian Kreutz): 11200 infantería, 1110 caballería, 68 cañones y 4 morteros.
  - División de Caballería (General Georg Nostitz): 2100 caballería y 16 cañones.
  - División de infantería (General Nikolái Muraviov-Karski): 3100 infantería y 16 cañones.
- Cuerpo de la Guardia Imperial (en reserva, Gran Duque Miguel Pávlovich): 15700 infantería y 56 cañones.
  - Cuerpo de granaderos (General Iván Shajovskói): 11000 infantería y 40 cañones.
  - Cuerpo de Caballería (General Jan de Witte): 8500 caballería y 40 cañones.
  - Reserva de artillería: 60 cañones
  - Segunda División de la Luz (General Karl Gustav von Strandmann): 1400 infantería, 484 caballería, 875 cosacos y 6 cañones.

A pesar de que la fuerza rusa era superior se enfrentaba a graves problemas logísticos pues el ejército era demasiado grande para sustentarlo de alimentos. Se basó en provisiones transportadas desde Rusia, ya sea directamente a través del territorio polaco o Prusia teóricamente neutral.La epidemia de cólera traída a Polonia y Prusia Oriental por soldados rusos obligó a las autoridades prusianas a cerrar sus fronteras a los transportes rusos. Para evitar matar de hambre a su ejército, Paskévich ordenó construir dos puentes permanentes a través del Vístula, en Góra y Podgórze. Solo el último se había completado al comienzo del asalto ruso a Varsovia.
Armamentísticamente contaban con el mismo tipo de rifle que el ejército polaco, así como del mismo tipo de cañones. Por el contrario, la moral de las fuerzas rusas era extremadamente alta. Los comandantes rusos tenían una amplia experiencia en operaciones de asedio. El propio Paskévich había capturado al menos seis ciudades fortificadas en su carrera, incluida el Asedio de Ereván y la captura de la Fortaleza de Abbas-Abbad en la guerra ruso-persa, la batalla de Akhalzic y el Asedio de Kars.

### Campo de batalla

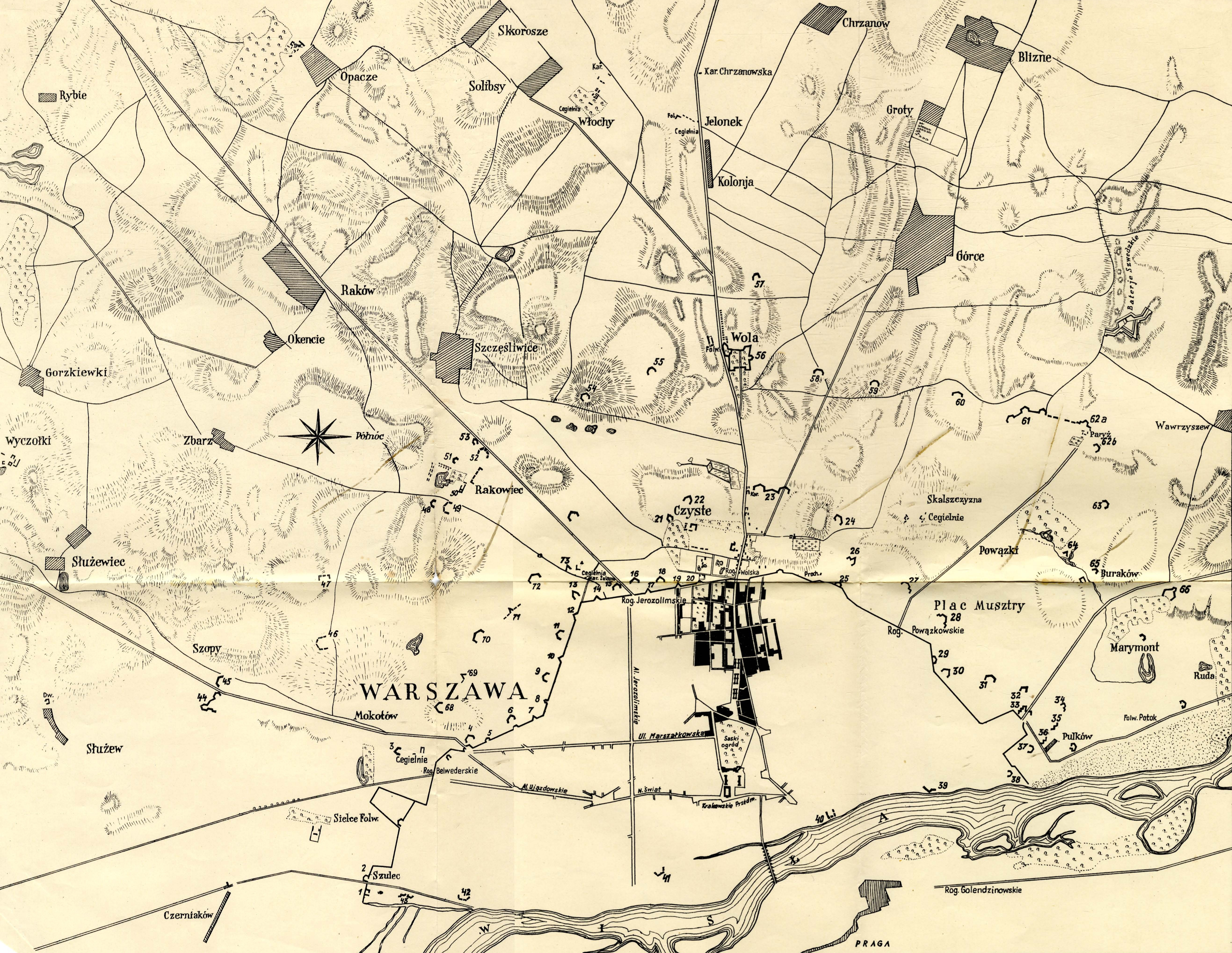
Plano de las fortificaciones polacas (El norte esta a la derecha)

A finales del siglo XVIII y principios del siglo XIX, Varsovia creció rápidamente. A medida que Polonia atravesaba un período de agitación y guerras devastadoras constantes, carecía de fortificaciones permanentes modernas. Para compensarlo, se construyeron tres líneas de terraplenes , murallas y empalizadas a ambos lados del Vístula. Los terraplenes, generalmente de varios metros de altura y construidos principalmente de arena y arcilla, fueron reforzados con gaviones y rodeados por un foso seco, una empalizada y una línea de trous de loup. La tercera línea interior corría aproximadamente a lo largo de las antiguas Murallas de Lubomirski, demolidas solo un par de años antes. Era una línea continua de terraplenes de 3 metros de altura, reforzada por numerosos fuertes y casas fortificadas. La segunda línea de defensas consistía en fortalezas de 400 a 600 metros frente a la línea interna de defensas. Las fortalezas más fuertes estaban a lo largo del camino hacia Kalisz.La primera línea externa de defensas consistía en fortalezas y murallas más pequeñas que corrían a lo largo de una línea semicircular desde Szopy, a través de Rakowiec, Wola y Parysów hasta las orillas del Vístula. Los puestos avanzados fortificados de la línea exterior estaban a 1,5 a 3 kilómetros frente a la tercera línea. Su propósito era resistir los ataques iniciales y dividir las fuerzas rusas atacantes en grupos más pequeños. Había cinco grandes grupos de terraplenes en la línea exterior:
- Królikarnia: Fortalezas 44 y 45
- Rakowiec: Fortalezas 48 a 53
- Wola: Fortaleza 56
- Parysów: Fortaleza 61 y 62
- Bosque de Marymont: Fortaleza 66

El espacio entre las grandes fortificaciones estaba cubierto por una serie de pequeños salientes y fuertes trapezoidales. La fortificación más fuerte en la línea exterior de defensas fue Fortaleza 56 en Wola, construido alrededor de la Iglesia de San Lorenzo apoyada por una luneta delante de él, y dos fuertes (54 y 55) al sur. El cuartel general se encontraba en la Fortaleza 73 entre Rakowiec y la Puerta Jerozolimskie.
El cuartel general polaco decidió controlar la línea exterior de defensas, la más alejada de las zonas densamente pobladas. La razón fue que en la década de 1830 el 53 por ciento de los edificios, unas 3150 casas, estaban hechas de madera y un incendio podría destruir fácilmente la ciudad. En caso de que el enemigo rompiera las tres líneas de defensas, el centro de la ciudad también se fortificó con 30 barricadas, se crearon troneras cortando las paredes de varios edificios y minas escondidas debajo de los principales cruces de calles.

## Batalla

### Primeros enfrentamientos
Debido a los problemas logísticos, el comandante en jefe polaco Jan Krukowiecki, que había reemplazado a Dembiński a mediados de agosto, ordenó salir a la orilla derecha del Vístula. Al igual que su predecesor, Krukowiecki era conservador y creía que el objetivo principal del Levantamiento de noviembre era el retorno del statu quo anterior con los zares de Rusia, pero respetando la constitución y las leyes polacas. A diferencia de Skrzynecki, creía que la intervención extranjera no era realista  y quería obligar a los rusos a regresar a las conversaciones de paz al derrotar a las fuerzas rusas, rompiendo el asedio o los intentos de asalto.

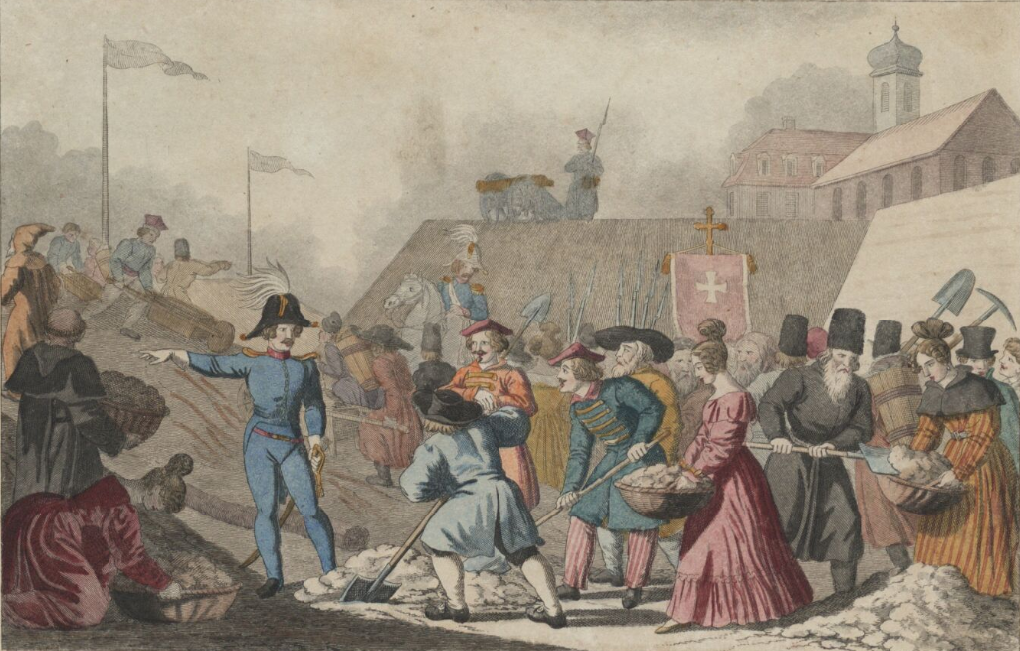
Polacos fortificando Varsovia, su capital, Grabado en acero del publicado en Alemania

Según la estrategia polaca, las fuerzas bajo el mando de Girolamo Ramorino y Tomasz Łubieński debían abandonar la ciudad y permanecer en el margen derecho del Vístula, hostigar a las fuerzas rusas de von Rosen y von Rüdiger. capturar los cruces del río en Osiek, proporcionar suministros a la ciudad y obligar a Paskévich a desviar algunas de sus fuerzas para luchar contra ellos. Ambas fuerzas abandonaron la ciudad entre el 16 y el 20 de agosto de 1831. El Cuerpo de Tomasz Łubieński se dirigió hacia Płock, rompiendo el cerco y entregó suministros muy necesarios a Varsovia. Sus fuerzas también rompieron la línea norte de comunicaciones entre las fuerzas de Paskévich y Prusia Oriental. Mientras que el II Cuerpo de Girolamo Ramorino en Podlasie derrotó al Cuerpo de von Rosen en varios enfrentamientos incluidas las batallas de Międzyrzec y Rogoźnica. La indecisión y el desprecio de Ramorino por las órdenes permitieron a los rusos derrotados y numéricamente inferiores retirarse hacia Brześć Litewski y evitar la destrucción completa. Sin embargo, La partida de regulares junto a Ramorino y Łubieński agotó las fuerzas de los defensores, debilitando aún más la dotación  que dirigía la primera línea de defensa. La guarnición se redujo a 28000 soldados regulares y 10000 tropas nuevas, mal entrenadas y a menudo armadas solo con guadañas.
Después de derrotar a von Rosen en Międzyrzec el 29 de agosto, las fuerzas de Ramorino recibieron la orden de regresar a Siedlce, pero hizo caso omiso de esa orden y siguió a von Rosen hacia Brześć.El 4 de septiembre le volvieron a dar la orden de regresar a través de Łuków a Siedlce y partir de ahí, a marcha forzada, podría permitir que el II Cuerpo cruzara el Vístula al sur de Varsovia y atacara a Paskévich desde la retaguardia o que se uniera al grueso del ejército polaco que defiende Varsovia. Sin embargo volvió a ignorar la orden. Una gran parte de las fuerzas polacas, compuestas principalmente por soldados experimentados, de moral alta gracias a las recientes victorias, deambulaba sin rumbo por Podlasie, a solo un par de días de marcha de Varsovia. En lugar de acudir en ayuda de Varsovia o seguir a las fuerzas que huían de von Rosen, Ramorino esperó en Podlasie durante una semana y luego se dirigió al sur, lejos del enemigo.

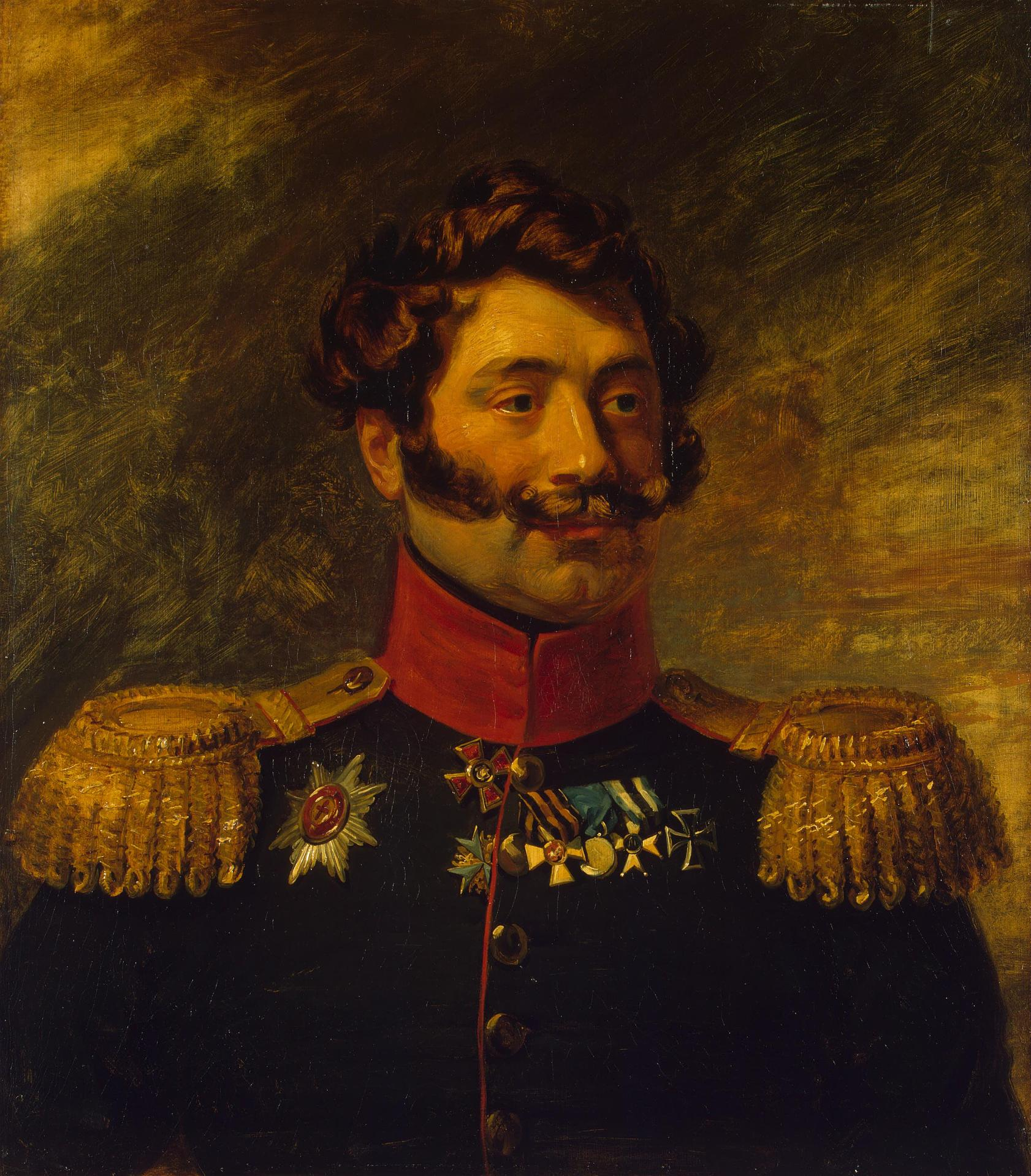
Stepán Jilkov

El 4 de septiembre, Paskévich llevó a un enviado a Varsovia solicitando su rendición y prometiendo una revisión de la Constitución. Solo tres de cada diez miembros de la Comisión Diplomática votaron a favor de nuevas negociaciones, y al día siguiente se informó al comandante ruso de que la única solución aceptable ya se había dado a conocer en la declaración del Sejm. Los polacos solicitaron que se devolvieran todas las tierras tomadas por Rusia en las particiones de Polonia, y que la deposición de Nicolás I como rey de Polonia, del 25 de enero de 1831, todavía fuese válida.
En la víspera de la batalla, el ejército ruso se trasladó desde sus posiciones en los pueblos de alrededor de Varsovia (Nadarzyn, Wolica, Falenty, Dawidy y Raszyn) más cerca de las posiciones polacas. Los soldados comenzaron a moverse hacia Opacze Wielkie. Granaderos, Cuerpo de Caballería y el I Cuerpo de Infantería se trasladaron a Kalisz, cerca de Szamoty y el II Cuerpo de Infantería se trasladó a Włochy. Una división de infantería dirigidos por Nikolái Muraviov-Karski ocupó los campos entre Okęcie y Rakowiec, y la División de Caballería de Nostitz se mudó a Zbarż. Para completar el cerco, la 2.ª División Ligera bajo el mando de von Strandmann tomó posiciones cerca de Służew en el camino hacia Lublin y la División de Caballería de Stepán Jilkov se trasladó a Chrzanów. Los trenes de suministro y las reservas se dejaron en Nadarzyn.

### Planes de batalla

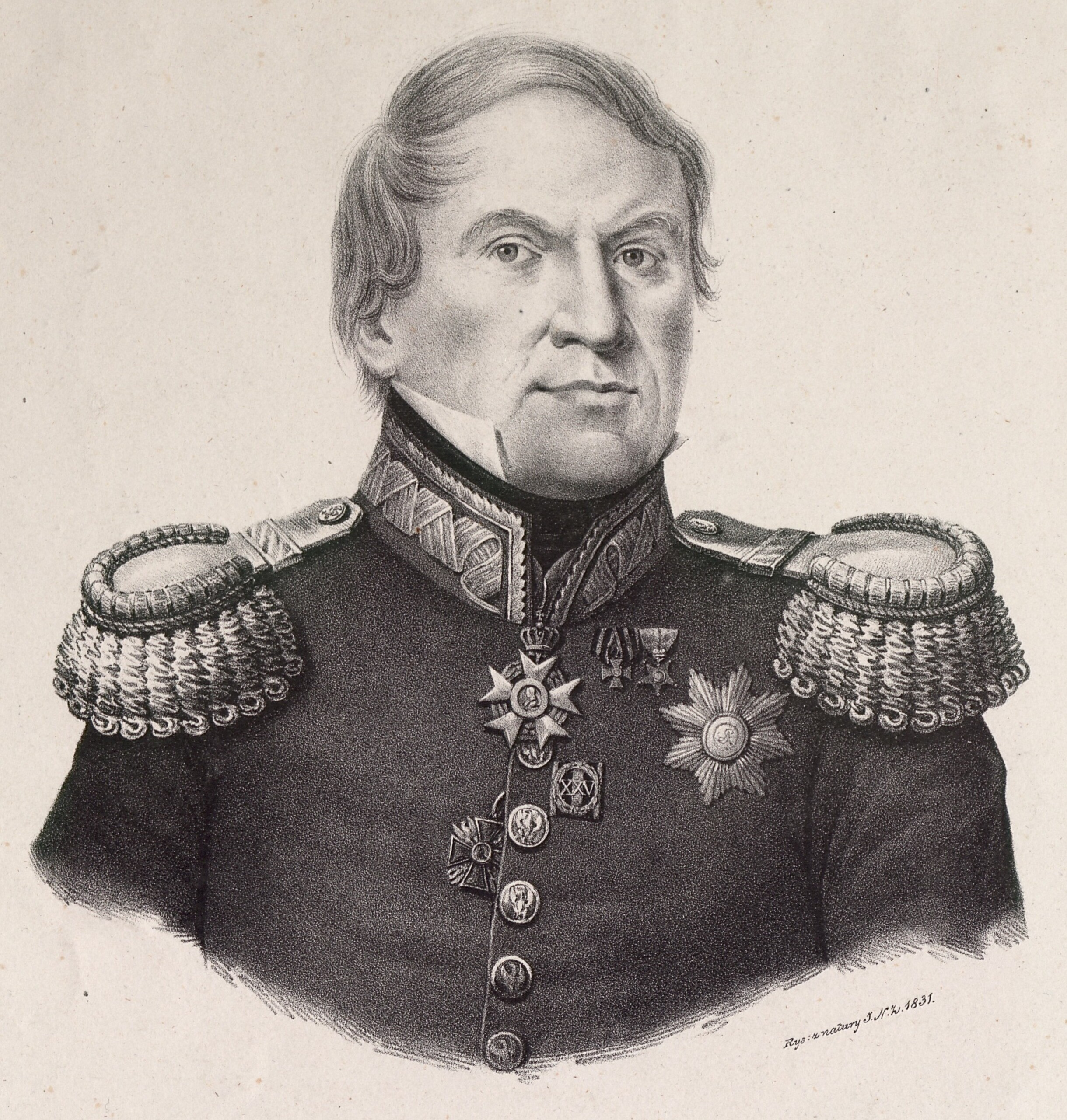
Jan Krukowiecki

Si bien inicialmente Paskévich se opuso a la idea de un asalto total a la ciudad, las acciones de Ramorino y Łubieński forzaron su decisión. Su ejército tenía pocas provisiones y suministros: A principios de septiembre, la principal fuerza rusa tenía solo 5 días de comida y forraje para los caballos. El 28 de agosto, Paskévich aceptó algunos de los consejos de sus generales y ordenó los preparativos para un ataque general. Así pues el 4 de septiembre se decidió que el objetivo principal debía apuntar a las posiciones polacas más fuertes detrás del suburbio de Wola, centrándose en la muralla central, en la Fortaleza 56 y las fortificaciones circundantes. El I Cuerpo de Infantería ruso asaltaría el Fuerte 57 y continuaría hacia los Fuertes 56 y 58. El II Cuerpo de Infantería se centraría en los fuertes 54 y 55. Otros sectores del frente solo serían presionados ligeramente para distraer al enemigo. Paskévich probablemente no quería entrar en Varsovia y contaba con que los defensores polacos abandonarían la ciudad o se rendirían una vez que el anillo exterior de las defensas fuese perforado y el centro de la ciudad estuviese amenazado por el fuego.
El plan polaco se basaba en la defensa fija de la línea del frente, con las fuerzas bajo Umiński y Dembiński detrás de la segunda línea de defensa y actuando como una reserva móvil, junto con las  divisiones de artillería y caballería. El Cuerpo de Umiński debía cubrir el sector sur del frente, una línea de aproximadamente 7,1 kilómetros desde la carretera a Puławy, a través de la carretera hacia Kraków, a la línea que conecta la Fortaleza 18 y la 74. Las fuerzas de Dembiński debían defender el sector occidental y septentrional, a lo largo de una línea de 9,6 kilómetros que se extendía desde Reducto 54 hasta el suburbio de Marymont. La mayoría de las fuerzas polacas estaban en la parte sur de la ciudad, ya que el cuartel general polaco creyó, incorrectamente, que los rusos atacarían la parte más débil de las defensas, alrededor de Królikarnia, los suburbios de Mokotów y Czerniaków.

### Primer día de batalla
Ya antes de la batalla, Paskévich logró una superioridad numérica devastadora en el frente occidental.La primera línea rusa frente a Wola tenía 30200 soldados, 144 piezas de artillería y ocho morteros; La segunda línea estaba formada por 39 200 soldados y 196 piezas de artillería. Frente a ellos había 5300 infantería, 65 cañones y 1100 caballería, comandadas por Dembiński, con otros 4800 soldados en reserva.  

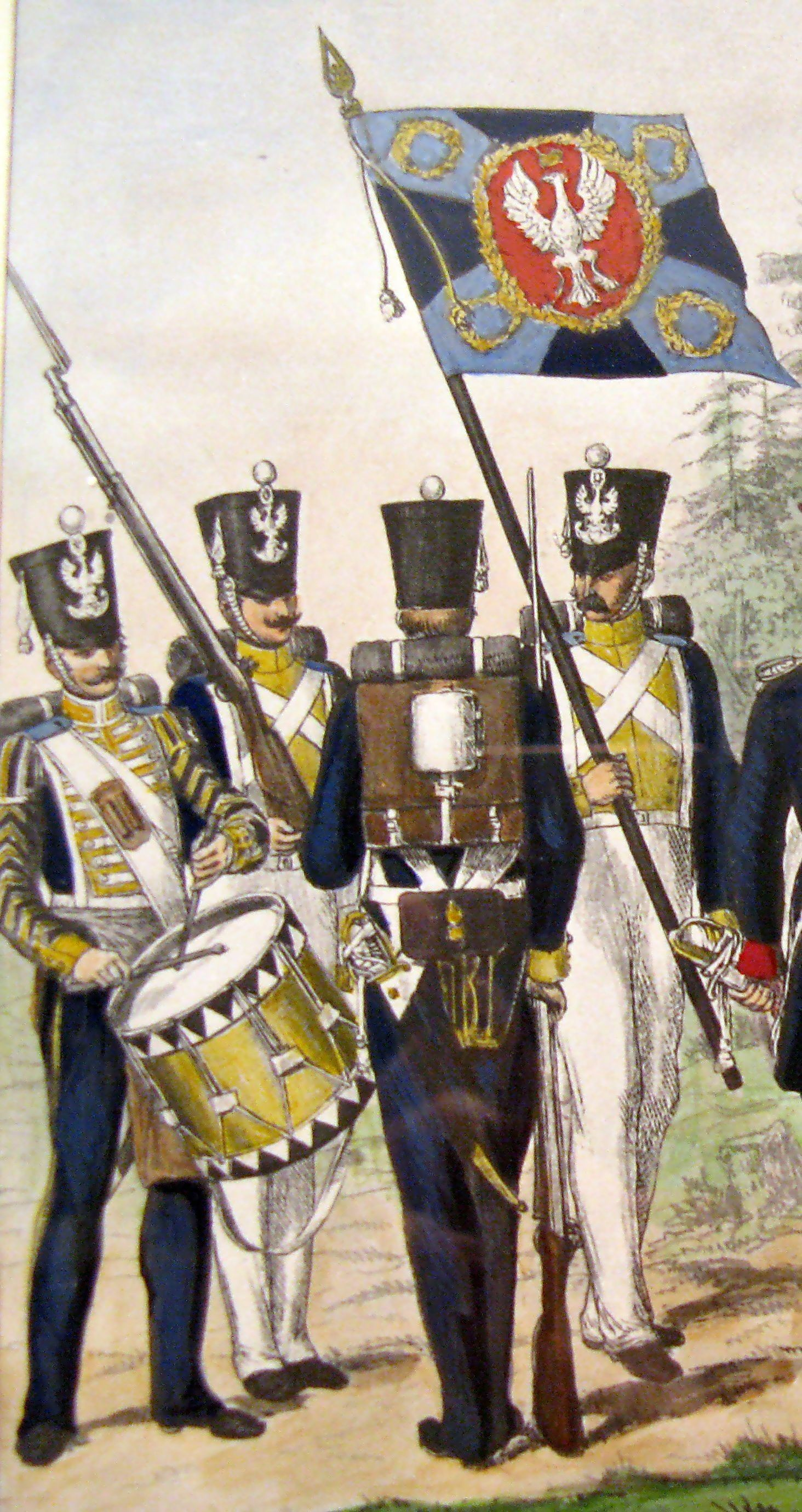
Soldados polacos en formación antes de la batalla

A las 2:00, los puestos de observación polacos en la Iglesia de la Santísima Trinidad y el Observatorio Astronómico en la avenida Ujazdów detectaron movimientos enemigos y empezaron a sonar las alarmas. El ataque comenzó alrededor de las 4:00  y a las 5:00 los fuertes 54 y 57 abrieron fuego contra los rusos que se acercaban. Alrededor de las 5:00, ochenta y seis cañones del I Cuerpo de Infantería comenzaron a bombardear posiciones polacas alrededor de Wola desde una distancia de 600 metros.
La Fortaleza 56 constaba de tres alas, cada una rodeada de su propio terraplén, empalizada y un foso. Parcialmente escondido por los árboles del Jardín de Brühl, el ala central fue reforzada por la Iglesia de San Lorenzo y el monasterio circundante. El fuerte, comandado por el general Józef Sowiński, constaba de dos batallones del 8.º Regimiento de Infantería de Línea (1200 hombres), 40 zapadores, 13 cañones, dos lanzacohetes Congreve y un pequeño destacamento del 14.º Regimiento de Infantería de Línea (170 hombres). Directamente frente a él, en una colina que dominaba el campo de batalla, se encontraba la Fortaleza 57, más pequeña, de forma irregular, con 300 hombres bajo el mando del mayor Józef Krassowski, armado con cuatro piezas de artillería y dos lanzacohetes Congreve. Al norte se encontraba la Fortaleza 59 con cuatro cañones y 400 hombres bajo el mando del mayor Józef Borzęcki, mientras que al sur, la Fortaleza 54 contaba con 350 hombres bajo el mando del mayor Ignacy Dobrzelewski y seis cañones que dirigía el teniente Julian Konstanty Ordon. A pesar de que las fortalezas restantes de Wola (55, 58, 60 y 61) fueron privados de sus guarniciones para fortalecer la defensa, las posiciones polacas más importantes todavía estaban muy debilitadas.
Más al sur, cerca de Rakowiec, había un grupo de fuertes de la línea exterior que habían sido abandonados por los polacos a principios de septiembre, y fueron capturados por la infantería rusa al mando del general Muraviov sin resistencia alguna.Las fuerzas bajo el general von Strandmann ocuparon Szopy y comenzaron a atacar las Fortalezas 44, 45 y las de alrededor de Królikarnia. Aunque la unidad de von Strandmann no tenía una clara superioridad numérica, rápidamente vencieron a los polacos. Incapaces de determinar la dirección de los ataques rusos, debido a la humareda sobre el campo de batalla, los comandantes polacos creyeron que el objetivo del ataque principal sería contra las posiciones en Królikarnia.
El general Dembiński, encargado de defender el sector occidental, al darse cuenta del error, pidió refuerzos. Sin embargo, el general Krukowiecki se los negó. Obligado a luchar solo, Dembiński no reforzó la primera línea con su tercera división de infantería de reserva sino que envió solo una fuerza simbólica: medio batallón a la Fortaleza 58 y apoyo Fortaleza 57. Para más inri, el General Umiński, comandante del sector sur, se centró por completo en las escaramuzas alrededor de Królikarnia y no se percató de lo que estaba sucediendo en Wola. Alrededor de las 7:00 reforzó Królikarnia con casi seis batallones de infantería (unos 2800 hombres) y tres cañones. Los fuertes 54 y 55 no recibieron refuerzos.

#### Fortaleza 54
Mientras tanto, los movimientos de tierra exteriores que protegen los fuertes alrededor de Wola fueron destruidos por la artillería rusa. A partir de las 6:00 108 piezas de artillería rusa se centraron en las Fortalezas 54, 55 y 57. El 54 resistió y las pérdidas entre la infantería fueron bajas, pero la artillería de los puestos de avanzada aislados se vio obligada a esconderse tras las murallas. Las Fortalezas 59 y 61 no podían apoyar a las fortalezas colindantes, pues sus guarniciones tenían su propio batalla de artillería contra la artillería de la División de Caballería de Khilkov, que sufrió muchas bajas.
De 32 piezas de artillería mantenidas en reserva por Dembiński, solo cuatro fueron trasladadas al Fuerte 58. Alrededor de las 6:30, nueve cañones más se unieron a la refriega de artillería alrededor de Wola, pero su apoyo fue demasiado débil y tardío. En ese momento, el II Cuerpo de Infantería Ruso formó dos grandes columnas de asalto. El primero, bajo el mando del general Nikolai Sulima, avanzó por la Fortaleza 54 con la Brigada de Lutkovski (2500 hombres) en primera línea. El segundo, comandado por el general von Geismar, se dirigió a la Fortaleza 55. Tan pronto como von Geismar se dio cuenta de que el reducto estaba vacío, ordenó a 1500 hombres al mando del coronel Pavel Liprandi unirse al ataque a la Fortaleza 54. A pesar de las graves pérdidas, tres batallones de la Brigada de Lutkovski llegaron a la empalizada que rodeaba los terraplenes y comenzaron a eliminar obstáculos.

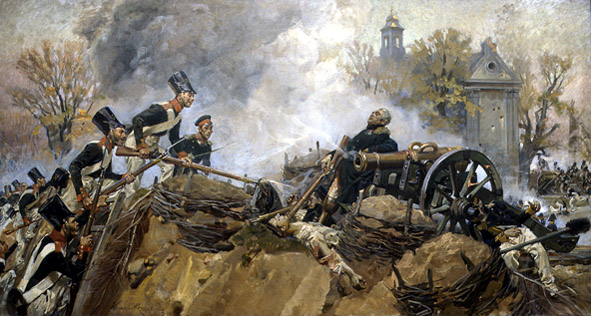
Sowiński en las murallas de Wola, pintura deWojciech Kossak

Debido al humo, los comandantes de la segunda línea de puestos de avanzada polacos no pudieron ver a los rusos acercándose y no abrieron fuego. Contrariamente al plan de batalla, la segunda línea no envió refuerzos a la primera. Esto hizo que en las Fortalezas 54 y 56 se tuvieran que enfrentar al enemigo solos sin que las Fortalezas 21, 22 y 23, situadas detrás, les apoyaran. Las posiciones más importantes en el barrio de Wola recibieron solo refuerzos simbólicos de la reserva principal y se vieron obligados a luchar de forma aislada.
A pesar de que los defensores de la Fortaleza 54 dispararon sin cesar, para entonces la artillería rusa tenía una línea de visión clara en la parte superior de la muralla. Por razones desconocidas, los polacos no utilizaron las granadas preparadas para la defensa en lugares cerrados. Cuando se abrió brecha, dos regimientos rusos (el 13.º 'Belozerskiy' y 14.º 'Olonetskiy') cargaron. Otros soldados rusos irrumpieron en el terraplén, usando las bayonetas para ayudarse a subir al parapeto. Después de varias salvas la infantería polaca se retiró al interior del fuerte, para disparar a los soldados rusos que aparecían en la parte superior de la muralla. El primero en cruzar los obstáculos fue Pavel Liprandi y sus hombres. Con una superioridad rusa de 10 a 1, la carga con bayoneta fue corta, y entre 60 y 80 polacos sobrevivientes fueron hechos prisioneros en cuestión de minutos. Poco después, el polvorín fue incendiado matando en la explosión a más de 100 rusos, entre ellos al oficial al mando del 13.º Regimiento, el coronel Ivan Khludenev. En total, las pérdidas rusas durante el asalto a la fortaleza fueron entre 500 y 600 muertos. Los muertos fueron enterrados en una fosa común que más tarde se convertiría en el centro del Cementerio Ortodoxo en Varsovia.
Esperando un contraataque polaco, los ingenieros rusos comenzaron a reparar las Fortalezas 54 y 55. Inicialmente, solo la artillería polaca de las Fortalezas 21, 22, 23, y 73 respondieron con fuego, mientras que las reservas de Dembiński permanecieron pasivas. Al no ver actividad en el lado polaco, la artillería del II Cuerpo de Infantería ruso comenzó a apoyar al I Cuerpo de Infantería que se encontraba al lado. Aunque la artillería rusa sufrió algunas pérdidas seguía teniendo una gran superioridad. Las baterías del I Cuerpo se acercaron a menos de 300 metros de la Fortaleza 57 obligando a la artillería polaca a retirarse. Alrededor de las 8:00, dos columnas del I Cuerpo dirigidas por Alexander von Lüders e Iván Nabókov asaltaron el fuerte. Elementos de cuatro regimientos rusos (3.º y 4.º Regimientos de Infantería de Marina, 7.º Regimiento de Infantería Révelski y el Regimiento Moskovski) irrumpieron en el fuerte por tres lados, con la esperanza de que el bombardeo que realizó la artillería durante tres horas hubiera destruido los obstáculos y la empalizada que vigilaba la entrada a las posiciones polacas. Sin embargo la empalizada estaba casi intacta y las fuerzas rusas sufrieron pérdidas considerables, tanto por fuego de fusiles como por artillería de la segunda línea. Los oficiales ordenaron una retirada, pero los soldados hicieron caso omiso de la orden y continuaron atacando el fuerte por su cuenta. Varios asaltos fueron repelidos con grandes pérdidas rusas. A pesar de las pérdidas, la infantería rusa logró capturar la Fortaleza tras una serie de combates cuerpo a cuerpo. Solo unos 80 polacos fueron tomados cautivos, el resto siguió luchando y fueron asesinados casi hasta el último hombre. Cuatro lograron huir con su oficial al mando herido.Al encontrarse la Fortaleza dentro del alcance de la artillería polaca, los rusos se retiraron y se escondieron tras él.

#### Fortaleza 56
A pesar de las pérdida de las Fortalezas 54, 55 y 57, Krukowiecki todavía estaba convencido de que el ataque a Wola era una distracción, y se negó a otorgarle más refuerzos al general Dembiński. Solo el General Ludwik Bogusławski, oficial al mando de la 3.ª División de Infantería, hizo caso omiso de sus órdenes y envió un solo batallón del 10.º Regimiento de Infantería de Línea a la Fortaleza 56 de refuerzos. El batallón fue dirigido por el coronel Piotr Wysocki, el oficial que comenzó todo el levantamiento de noviembre, Dembiński abandonó la Fortaleza 58. Su artillería, junto con 12 cañones y seis lanzacohetes de sus reservas, recibió la orden de tomar posiciones entre la primera y segunda línea de defensa, frente a las fortalezas 21, 22 y 23. Alrededor de las 9:00, cuando Las fuerzas rusas se preparaban para avanzar hacia la segunda línea de defensas polacas, el brigadier Józef Bem llegó a Wola con sus 12 cañones y los colocó no muy lejos de la recién perdida Fortaleza 54, justo en el flanco de la infantería de Kreutz y el bombardeo de artillería rusa a la Fortaleza 56. Ocho cañones más y cuatro lanzacohetes llegaron al flanco norte de Wola y se unieron a la defensa de la Fortaleza 58. Durante ese tiempo, la artillería de los dos cuerpos de infantería rusos trasladaron su fuego a las Fortalezas 23, 56 y 59. Los polacos ganaron el duelo de artillería a pesar de la superioridad numérica rusa en cañones y morteros. La artillería rusa sufrió pérdidas y se vio obligada a retirarse, seguida por la infantería, igualmente obligada a esconderse detrás de los terraplenes capturados. Dembiński no aprovechó el momento y la infantería polaca permaneció oculta detrás de defensas fijas.

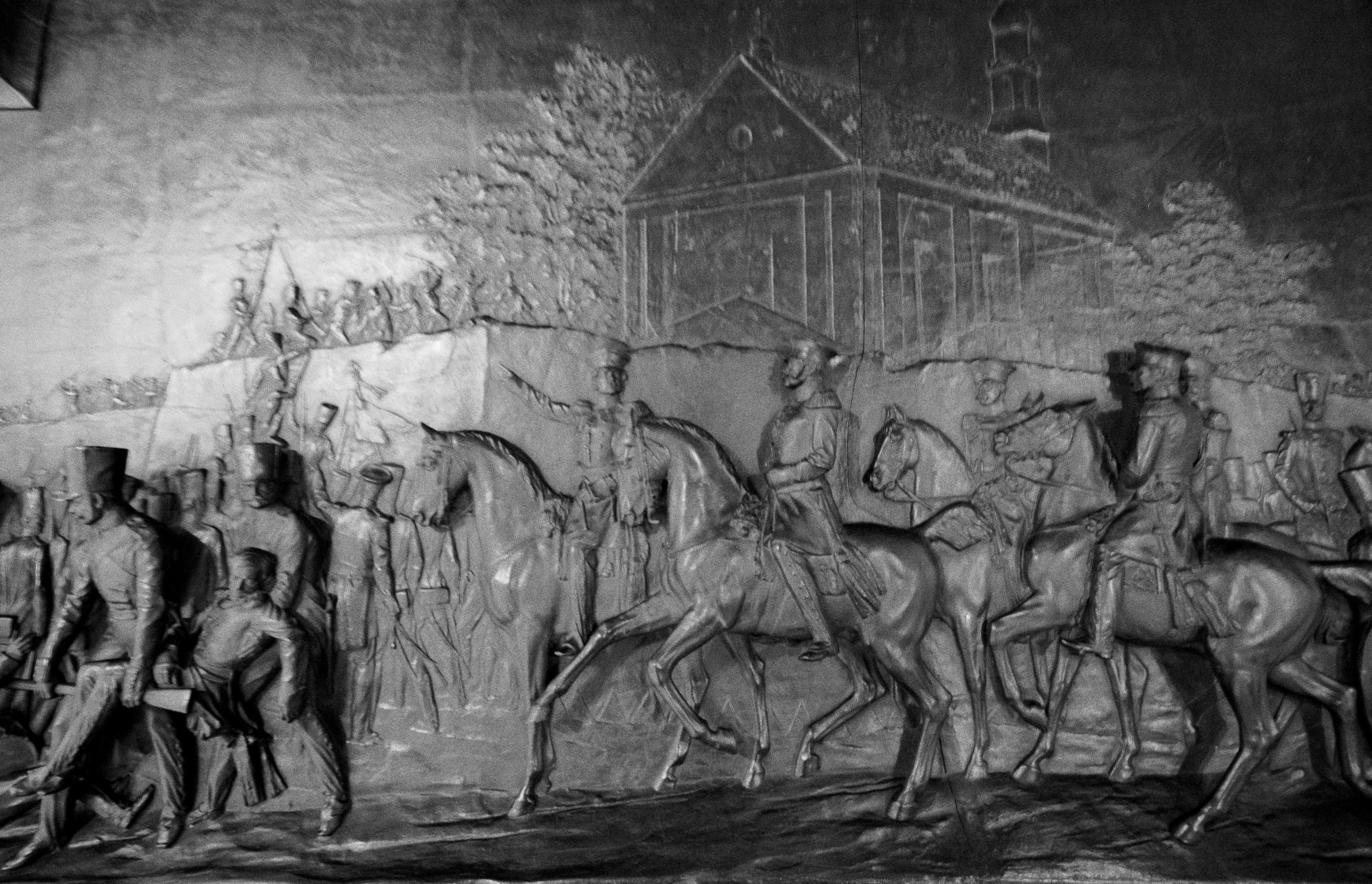
Paskévich junto su ejército atacando la Fortaleza 56, Bajorrelieve del monumento a Paskévich (Varsovia)

Al no ver actividad, el comandante del II Cuerpo Ruso  ordenó a todos su artillería disparar contra las 14 cañones que controlaba Józef Bem. La artillería polaca resistió el fuego durante más de media hora. Luego cambió de posición a la derecha del camino a Kalisz. Reanudó el fuego contra el II Cuerpo, pero nuevamente fue blanco de los rusos. El duelo de artillería continuó, pero la situación de la Fortaleza 56 se estaba volviendo crítica. Destruido desde tres lados, el fuerte polaco más grande alrededor de Varsovia ahora estaba aislado. Incluidos los refuerzos traídos por el coronel Wysocki, la guarnición de la fortaleza era de aproximadamente 1660 soldados de infantería y diez piezas de artillería. A las 10:00 la mayoría de los artilleros habían muerto o estaban heridos incluido el capitán Krzywicki , comandante de artillería del fuerte. Esto hizo que tuvieran que ser reemplazados por soldados de infantería no entrenados, lo que limitó seriamente la cadencia de tiro y la precisión de las armas polacas. Todas las murallas fueron dañadas sucesivamente por la artillería rusa y se abrió una brecha en uno de sus lados.
Paskévich, que observó el duelo de artillería desde la Fortaleza 55, convencido de que su homólogo polaco no vendría al rescate de la Fortaleza 56 ordenó a la infantería atacar la Fortaleza 56 sobre las 10:00. El ataque fue llevado a cabo por 13 batallones de infantería (alrededor de 6900 hombres) bajo el mando de los Generales von Lüders y Martýnov. Las fuerzas de von Lüders asaltaron los obstáculos y cruzaron la empalizada, pero los defensores polacos los rechazaron con ráfagas de rifles desde el interior del fuerte. Entonces von Lüders ordenó rápidamente que su segunda línea (2300 hombres) avanzar también. Las nuevas fuerzas fueron empujadas dos veces hacia el foso por el comandante del ala norte, el mayor Franciszek Biernacki, pero al final los defensores polacos fueron derrotados y tuvieron que retirarse más hacia la fortaleza seguidos por los rusos.
Las fuerzas bajo el mando del general Martýnov asaltaron el ala central de la Fortaleza 56 que tenía los obstáculos intactos y 200 soldados polacos repelieron tres intentos de asaltos consecutivos del Regimiento de Guardias de Moscú que perdió a dos comandantes antes de que sus fuerzas lograran alcanzar el foso. Cuando 2900 rusos llegó a la cima de la muralla, fueron sorprendieron con una defensa de la segunda muralla detrás de ella. La infantería rusa se retiró y se escondió debajo de la primera muralla. Biernacki que luchaba en el ala norte, logró expulsar a la infantería rusa, pero murió durante el contraataque y los polacos se retiraron a los árboles en el extremo más alejado de la Fortaleza. Para estabilizar la situación, el General Sowiński ordenó a una compañía del 8.º Regimiento de Infantería de Línea que abandonara el ala central y se uniera a la lucha en el norte. El nuevo oficial al mando del ala norte, el mayor Lipski, organizó otro contraataque al grito de <<¡Compañeros, recuerden Grochów, recuerden Iganie!>> condujo a sus hombres a una carga y empujó a los rusos hacia atrás una vez más, pero los rusos retuvieron el control de la muralla hacia el noroeste. Se produjo un breve punto muerto, en el que los soldados de infantería polacos y su único cañón de doce libras impidieron que fuerzas enemigas mucho más grandes entraran al fuerte.

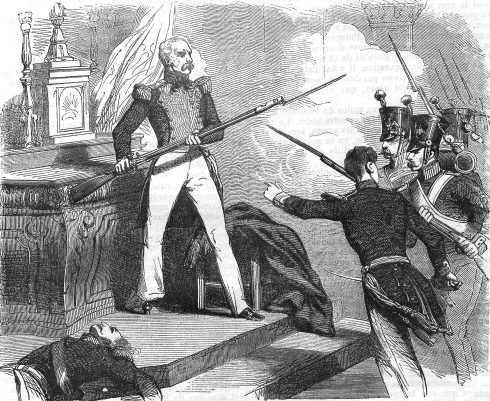
"Muerte del General Sowiński", Grabado de Gustave Janet-Lange

Viendo que su plan había fallado, Paskévich y von der Pahlen decidieron agregar aún más fuerzas a la lucha. Elementos del 9.º Regimiento de Infantería 'Ingermanland' y del 10 ° Regimiento de Infantería 'New Ingermanland' (890 hombres y seis cañones) recibieron la orden de atacar el lado este del ala norte. Al mismo tiempo siete batallones (4000 hombres) atacarían las alas central y oriental desde el sur. Se ordenó que alrededor de 70 piezas de artillería dispararan contra la segunda línea de defensas polacas para evitar que los refuerzos polacos penetraran en la Fortaleza. Varios miles de rusos entraron al ala norte en formaciones militar. Para entonces, la guarnición bajo el mayor Lipski tenía 800 hombres y no era lo suficientemente fuerte como para resistir el asalto. Los polacos fueron empujados de nuevo hacia los árboles del otro lado del ala norte y el mayor Lipski murió. Fue reemplazado por el Mayor Dobrogoyski, quien entró en pánico y mando retirada, llevándose consigo 500 hombres. Los 300 soldados restantes bajo el mando del mayor Świtkowski intentaron nuevamente forzar a los rusos a salir, pero para entonces fueron superados en número 10 a 1 y alrededor de las 10:30 tuvieron que retirarse hacia el ala central. El ala central, para entonces bajo el mando del teniente coronel Wodzyński, resistió contra una gran columna dirigida por el general von Lüders, compuesta por dos regimientos de élite.
El ala central acabó finalmente defendida por solo 900 hombres y un cañón. Las fuerzas combinadas de von Lüders, Martýnov y Friedrich von Berg eran más de 6000 hombres se dispusieron a asaltarlo. Se rechazaron varios asaltos, pero poco después de las 11:00 la posición polaca fue atacada desde el norte y el sur simultáneamente. La pinza del norte se estancó y la pinza del sur, dirigida por el General Malinovski, fue repelida sangrientamente. El general Martýnov resultó gravemente herido. El general Pahlen ordenó que otros 2300 hombres, el 5.º Regimiento de Infantería y elementos de Granaderos Siberianos) atacaran desde el otro lado. El regimiento siberiano entró en la Fortaleza y obligó a las guarniciones encargadas de los cañones, bajo el control personal del general Sowiński, a retirarse dentro de los muros que rodeaban la iglesia. Se les ofreció la capitulación al grupo más grande de soldados polacos que luchaban frente a la iglesia y Sowiński y el resto de su guarnición dejaron las armas. Como las autoridades rusas confirmaron que murió en el campo de servicio, Sowiński pronto se convirtió en un héroe nacional polaco.
La iglesia estaba bien preparada para la defensa, pero su guarnición estaba compuesta casi en su totalidad por los heridos. Al mediodía, los defensores fueron vencidos y los rusos entraron a la iglesia. La lucha por la Fortaleza 56 había terminado. En total el lado ruso perdió unos 1000 hombre en acción durante la toma del fuerte. Las bajas polacas no superaron los 300 muertos y heridos, pero 1230 soldados y oficiales hechos prisioneros. Solo unos 500 soldados lograron retirarse y llegar a las líneas polacas.

#### Luchas en Wola y otros sitios
Durante las lucha por las murallas de Wola, solo la artillería de la segunda línea dio un apoyo limitado a las tropas polacas superadas en número. Krukowiecki afirmó después de la guerra que ordenó a Dembiński, Bem y al General Franciszek Młokosiewicz que apoyaran la primera línea, pero al parecer ninguno de ellos recibió la orden. El general Ludwik Bogusławski, comandante de la 3.ª División de Infantería que manejaba la segunda línea, podría haber apoyado los fuertes de la primera línea, pero no podía ver lo que estaba sucediendo en la Fortaleza 56 debido al denso humo causado por la artillería y los árboles del Jardín de Brühl.
Paskévich esperando un contraataque con el que los polacos pudieran recuperar las Fortalezas perdidas, ordenó detener el avance, reconstruir las murallas y construir nuevos emplazamientos para la artillería. La artillería polaca bloqueó el movimiento en las cercanías de Wola desde la Fortaleza 59, pero en dos horas los zapadores rusos prepararon la Fortaleza 56 para poder usarlo como puesto avanzado de 20 piezas de artillería. Paskévich también envió tirailleurs y hostigadores armados para investigar las defensas polacas alrededor de la Fortaleza 23.La artillería de campo polaca abandonó la Fortaleza 21 al ser atacada por la artillería rusa del I Cuerpo, pero antes había rechazado a la infantería ligera rusa. Solo entonces el general Bogusławski se dio cuenta de que la Fortaleza 56 podría necesitar ayuda. Para reconocer los movimientos enemigos y entregar municiones al fuerte, envió al general Młokosiewicz con su brigada de infantería de 1000 hombres. Dos regimientos de fusileros rusos huyeron ante sus columnas y los hombres de Młokosiewicz casi llegaron a la Fortaleza, pero la artillería rusa abrió fuego e infligió varias docenas de bajas en los polacos. Młokosiewicz se dio cuenta de que la Fortaleza 56 había caído  y rápidamente se retiró hacia las Fortalezas 21 y 22. Dos regimientos rusos de fusileros intentaron perseguirlos, pero la artillería polaca les obligó a retirarse.  

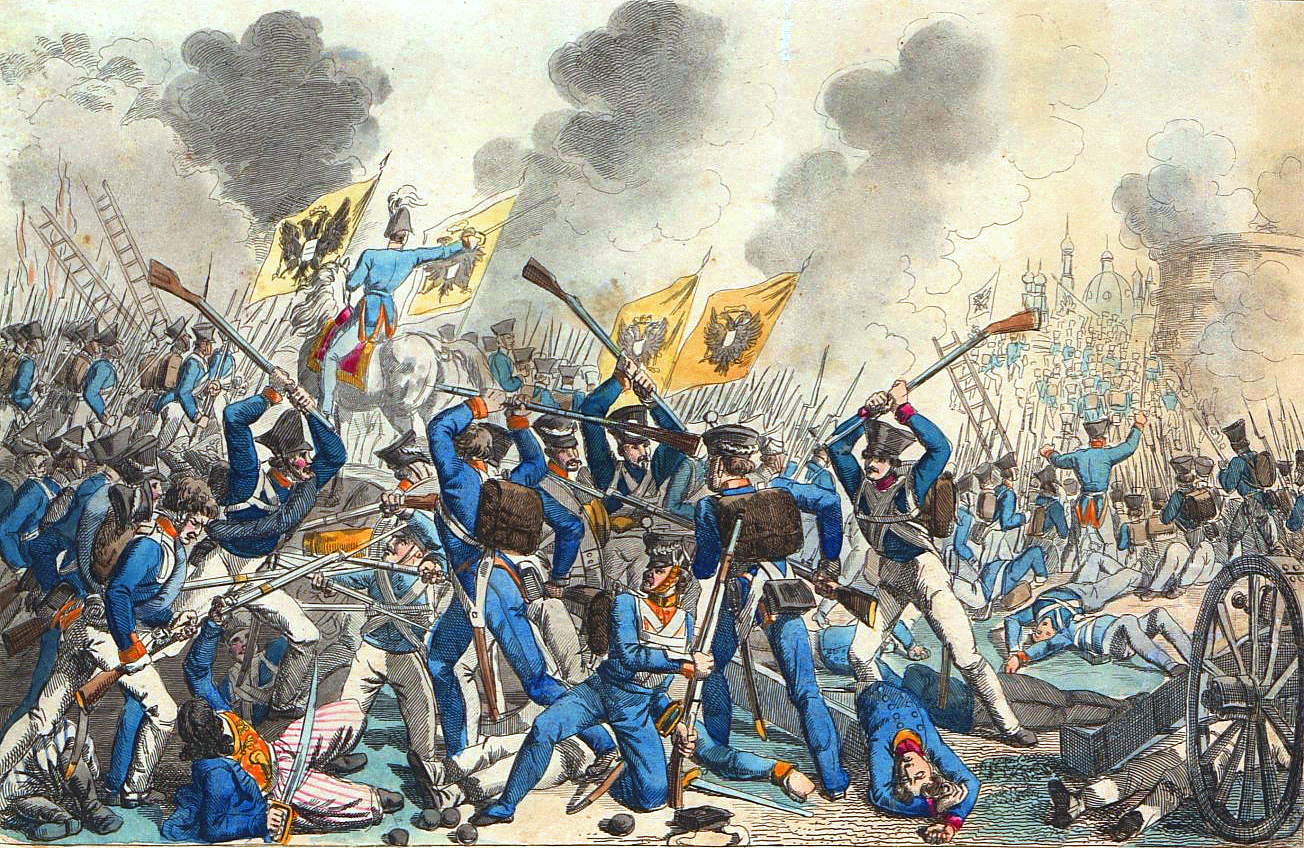
Infantería rusa en Varsovia

Esa última acción polaca obligó a los rusos a reconsiderar sus planes y posponer cualquier otro ataque hasta el día siguiente. En ese momento Paskévich no estaba seguro cuales serían los planes polacos. Temía que un contraataque polaco retomara las Fortalezas de Wola, o abriera una brecha entre su I y II Cuerpo. Así pues ordenó detener todas las acciones ofensivas en Wola. Su artillería continuó en duelo con los polacos, pero la infantería se retiró y el propio Paskévich hizo que sus tropas buscaran a los soldados del Cuerpo del General Muraviov al sur, en algún lugar entre Szczęśliwice y la Puerta Jerozolímskie.
Mientras, el general Małachowski llegó al Fortaleza 23 para inspeccionar la parte del frente que había descuidado hasta ese momento. Informado por el general Młokosiewicz de la pérdida de la Fortaleza 56, ordenó un contraataque. Más preocupado por mantener la segunda línea que por retomar la primera, formó solo dos batallones (1240 hombres) de los 12 que tenía en reserva para el asalto. El contraataque comenzó alrededor de las 13:00 y fue apoyado por 14 piezas de artillería de la sección de Caballería, mientras que el General Bem tenía 21 cañones más pesados en reserva. Tan pronto como los polacos abandonaron sus murallas, fueron atacados por la artillería rusa acumulada frente a las Fortaleza 54, 55 y 56. A pesar de los intensos incendios, los polacos se acercaron a unos 500 metros al sureste de la Fortaleza 56, donde fueron recibidos por dos regimientos de fusileros rusos (1800 hombres aproximadamente) lo que hizo que el contraataque fallará. Los polacos en retirada fueron seguidos de cerca por una gran fuerza rusa de los dos regimientos de fusileros, reforzada con elementos de la 1.ª , 2.ª y 5.ª Divisiones de Infantería.
Los rusos asaltaron la segunda línea polaca y lograron abrir numerosas brechas, pero la posición de la infantería rusa quedó en una situación peligrosa  porque una vez superados los 14 cañones polacos enviados por el general Bem para apoyar el contraataque polaco, quedaron bajo fuego de artillería desde el frente, los lados y la parte trasera. Eventualmente un contraataque del Regimiento de Infantería de la 4.ª Línea bajo el mando del Teniente Coronel Kazimierz Majewski repelió a los rusos. Varias unidades rusas más pequeñas irrumpieron e intentaron fortificar un grupo de casas de madera en el suburbio de Wola, pero fueron rápidamente rodeadas y asesinadas. En ese momento, alrededor de las 13:00, Małachowski quería organizar otro contraataque dirigido a la Fortaleza 56, pero sus órdenes fueron anuladas por Krukowiecki, quien temía que los rusos pudieran atacar más al sur, cerca de la Puerta Jerozolimskie, y prefirieron mantener sus reservas intactas. Los polacos cesaron todas las acciones ofensivas en el frente occidental, y solo la artillería permaneció activa.

#### La artillería continua
Entre las 13:00 y las 14:00, el General Bem acumuló al menos 64 piezas de artillería en un frente estrecho cerca de las Fortalezas 21, 22 y 23 y comenzó a disparar contra la artillería y la infantería del I Cuerpo ruso. En el bombardeo de artillería, que duró hasta las 17:00, el I y II Cuerpos ruso se vieron obligados a retirarse detrás de las murallas de dichas Fortalezas. En varias ocasiones, la Caballería rusa del general Khilkov, incluido el Regimiento de coraceros, trataron de cargar las posiciones de artillería polacas, pero cada vez que la carga fue repelida sangrientamente con racimos de metralla y bote de metralla. Finalmente, la caballería rusa se retiró de la batalla hasta Górce. La mitad de la artillería rusa mantuvo una intensa lucha contra la artillería polaca, mientras que la otra mitad comenzó a bombardear Wola y las posiciones polacas detrás de la segunda línea de defensas. Aunque el bombardeo preparó el campo de batalla para otro posible contraataque polaco, Krukowiecki no se arriesgo.
Paskévich celebró una reunión con sus generales. Karl Wilhelm von Toll y muchos otros generales insistieron en que se reanudara el asalto a Wola, pero Paskévich se mostró escéptico. Los rusos todavía tenían 25000 tropas nuevas, pero se acercaba el anochecer, y Paskévich temía que después del anochecer sus fuerzas pudieran perder cohesión y sufrir pérdidas excesivas. El comandante ruso también pensó que un ataque contra Wola podría verse obstaculizado por las posiciones de la primera línea aún en manos de los polacos (Fortalezas 58, 59 y 60 si bien el 58 había sido abandonado) o por un contraataque polaco del área de Czyste. Decidió posponer las acciones ofensivas hasta el día siguiente. Paskévich también envió a alguien a parlamentar con los polacos, pero la sesión convocada rápidamente del Sejm renunció a su oferta de un alto el fuego.
Por entonces, el plan de batalla de los rusos aún no estaba claro para el General Krukowiecki, comandante en jefe polaco. Sin saber si el ataque principal fue a Wola o a las Fortalezas de alrededor de Królikarnia, no reasignó ninguna fuerza de infantería considerable al frente occidental, a pesar de que la línea sur estaba a salvo y los repetidos ataques rusos fueron repelidos uno por uno. De las 3000 víctimas sufridas en el bando polaco el primer día, solo aproximadamente 300 estaban en el sector sur cerca de Królikarnia. Sin embargo, un pequeño destacamento de la Artillería de la caballería  fue enviado a la segunda línea cerca de Wola. Por la noche, el general Krukowiecki convocó una reunión del gobierno y describió la situación como extremadamente difícil. Sugirió que se reanudaran las conversaciones con Paskévich y envió al general Prądzyński al campamento de Paskévich.

### Segundo día

#### Primera ronda de negociaciones
Paskévich y Prądzyński se encontraron a las afueras de Wola sobre las 4:00 del 7 de septiembre. Paskévich proclamó un alto el fuego e invitó a Krukowiecki a reunirse con él a las 9:00. La reunión se celebró en una taberna de la aldea de Wola. Paskévich exigió a Varsovia y Praga la rendición incondicional y que el ejército polaco fuera acompañado hasta Płock donde sería desarmado y esperarían la decisión del zar de perdonar a los soldados polacos o encarcelarlos como rebeldes. Krukowiecki se negó e insistió en que el levantamiento no fue una rebelión sino una guerra emprendida por dos estados independientes. Quería que Paskévich y el Gran Duque Mijaíl Pávlovich prometieran la vuelta de una Polonia independiente y una amnistía general a cambio de revocar el acto de deposición de Nicolás del trono polaco. Las negociaciones fue violenta y alrededor del mediodía el comandante polaco partió a Varsovia para consultar al Sejm sobre nuevas acciones. Paskévich acordó extender el alto el fuego hasta las 13:00 y continuar las negociaciones incluso si se reanudaba la batalla.
Para obtener el apoyo del parlamento, Krukowiecki le pidió al General Prądzyński que lo representara durante la sesión conjunta entre el Sejm y el Senado. Su plan político era poner fin a la sublevación a toda costa y volver al statu quo anterior. En su discurso, Prądzyński infló seriamente la fuerza rusa y también subestimó la fuerza de las unidades polacas. También advirtió que los habitantes de la ciudad serían masacrados como en 1794 y declaró que el retorno a la independencia total bajo el cetro del zar Nicolas  era fácil de lograr, algo que sabía con certeza que no era cierto.No logró convencer a su Gobierno y al Sejm de que la rendición era la única opción y  el debate se extendió más allá de la hora límite de las 13:00. Así pues los rusos reanudaron las hostilidades.

#### Situación de la batalla
Ambas bandos habían sufrido un número de bajas similares durante el primer día.Las victorias rusas dieron a su artillería una clara línea de fuego en los suburbios de Czyste y Wola. También fortalecieron la moral de los soldados rusos, que estaban convencidos de que la batalla había terminado una vez que cayó la Fortaleza 54. Sin embargo, para los polacos la batalla no estaba aún perdida. Si bien los rusos podían atacar la tercera línea de defensa polaca en Wola (Fortalezas 23 y 24) o Czyste (Fortalezas 20, 21 y 22) sus ataques podrían ser contraatacados por las fortalezas de la segunda línea que seguían  en manos polacas. Además, para apoyar el avance con artillería, los cañones rusos tendrían que estar situados a campo abierto.
Los polacos decidieron seguir los mismos planes. La Fortaleza 59 fue evacuada y las posiciones polacas alrededor de Czyste y cerca de la Puerta Jerozolimskie se reforzaron ligeramente, sin embargo, las fuerzas polacas permanecieron divididas casi por igual entre los sectores occidental y meridional. Las órdenes rusas tampoco fueron modificadas. El II Cuerpo de Infantería atacaría al grupo de fortalezas en Czyste (21 y 22), mientras que el I Cuerpo de Infantería atacaría más al norte (Fortalezas 23 y 24). Las fuerzas de Muraviov debían atacar la Puerta Jerozolimskie, mientras que las fuerzas restantes continuarían con los ataques de distracción del día anterior.
Cuando el fuego de artillería se reinició sobre las 13:30, los soldados rusos aún no estaban listos para el ataque. La noche anterior había sido muy fría y la mayoría no tenían ropa de invierno y habían pasado la noche en cielo abierto. Muchos no recibieron ningún alimento en la mañana y la moral cayó significativamente. Cuando los rusos comenzaron a ordenar sus filas, el General Umiński asumió correctamente que el ataque principal en su sector estaría dirigido a la Puerta Jerozolímskie. Reforzó el área con sus reservas, incluyendo casi toda la 4.ª División de Infantería y la 2.ª División de Caballería. También envió a la Primera División de Caballería (1300 hombres) más cerca de Czyste. Los generales Małachowski y Dembiński pretendían atacar el flanco de los rusos que atacaban a Wola con una fuerza fuerte (3500 infantería, 800 caballería y 10 cañones) bajo el mando del General Paweł Muchowski reunidos en Młociny (cerca de Fortaleza 62). Una vez que quedó claro que los rusos atacarían más al sur, el plan se suspendió y el sector occidental volvió a las defensas fijas.

#### Grande Batterie
Alrededor de las 13:30, 132 cañones rusos y cuatro morteros, incluidos 94 cañones de la Grande Batterie, bajo el mando del príncipe Mijaíl Gorchakov, abrieron fuego contra las posiciones polacas. Los polacos inicialmente respondieron con 79 cañones de campo y 10 lanzacohetes, pero a las 14:00 el general Bem movilizó otros 31 cañones justo en frente de la artillería rusa. Para contrarrestar la amenaza, el general ruso von Toll ordenó a su  Grande Batterie avanzar 100 metros hacia los polacos lo que expuso uno de sus flancos a las armas polacas ocultas en el sur, cerca del camino a Cracovia. Los rusos sufrieron bajas, y la Grande Batterie tuvo que dividirse en dos unidades. Además muchas baterías tuvieron que cesar el fuego y retirarse debido a las insuficientes reservas de municiones.
Al ver que la artillería no rompería el frente polaco, el general von Toll ideó un nuevo plan de ataque. Decidió ignorar la orden de Paskévich de no asaltar Varsovia. Aunque se acercaba el anochecer, von Toll ordenó un asalto total en los frentes occidental y meridional. Como no había tiempo para la preparación adecuada de la artillería, von Toll quería abrumar a los defensores por pura superioridad numérica, incluso si eso significaba un mayor número de víctimas. Para distraer a la artillería polaca en Czyste y evitar que disparara a las columnas rusas que atacaban las fortalezas 21 y 22, las fuerzas de Muraviov debían dirigir el ataque directamente hacia la Puerta Jerozolímskie. Antes de las 15:00, von Toll envió al General Neidhardt a Paskévich para recibir su bendición para el nuevo plan, pero Paskévich se negó categóricamente y ordenó a su subordinado que continuara bombardeando las Fortalezas polacas con artillería hasta las 16:00 por lo menos. Como el comandante en jefe ruso estaba fuera, von Toll decidió actuar a pesar de las órdenes de Paskévich.

#### Asalto y retirada de Muraviov
Alrededor de las 15:00, las tropas rusas comenzaron los preparativos para el asalto a las posiciones polacas cerca de la Puerta Jerozolímskie. Un gran ejército bajo el mando de Muraviov y Nostitz ocupó posiciones en ambos lados del camino hacia Cracovia, cerca de Rakowiec. Incluía como fuerzas de reconocimiento a la Brigada de Granaderos (1700 infantería, 16 cañones), la Brigada de Coraceros (1300 caballería, 16 cañones) el Regimiento de Guardias Ulanos (392 caballería) y tres regimientos de caballería (1700 caballería, 16 cañones). Entre las fuerzas de reconocimiento se formaron dos columnas. La columna izquierda al mando del Coronel Nikolái Lukash estaba compuesto por los Regimientos de Infantería Lutsk y Samogitiano (1989 hombres en total), con el Regimiento de la Guardia de Finlandia en reserva (1374 hombres). Dicha columna debía asaltar la Fortaleza 74. La columna derecha estaba al mando del Coronel Roth y estaba compuesta por un Regimiento de Infantería Nieśwież reforzado (1278 hombres), con el 4.º Regimiento Jäger (900 hombres), Guardia Regimiento con rifles (1353 hombres) y los fusileros de Finlandia (142 hombres) en reserva. Esta columna asaltaría la Fortaleza 72. En el frente sur, las fuerzas de Strandmann debían atacar con fuerza hacia Królikarnia y otros lugares, para presionar a los polacos en más de un frente. 

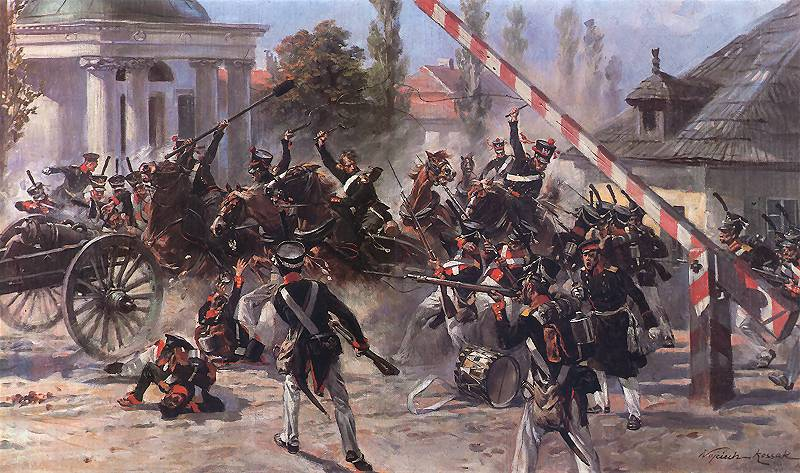
La batería de Jabłonowski defendiendo la Puerta Jerozolímskie, pintura de Wojciech Kossak

El asalto comenzó alrededor de las 16:00. La columna izquierda sufrió bajas significativas, pero llegó a la Fortaleza 74, donde solo fue recibida por los refuerzos polacos enviados por el General Antoni Wroniecki, comandante de este sector. Dos mil rusos se enfrentaron con menos de 850 polacos dentro de la Fortaleza, pero fueron derrotados en una carga de bayoneta y tuvieron que retirarse. Como el ataque falló y las baterías de artillería polacas todavía estaban activas, von Toll decidió usar sus reservas de caballería. Dos regimientos de la 3.ª División de Coraceros (1200 caballería) siguieron por la carretera que une Szczęśliwice con Czyste, y se les ordenó cargar contra la artillería polaca desde atrás. Los polacos tenían una visibilidad total del campo de batalla y tenían tiempo suficiente para prepararse para el ataque ya que el avance ruso disminuyó debido al terreno pantanoso. Cuando la caballería rusa cambió de columnas a línea de batalla, la artillería polaca abrió disparó con metralla contra los rusos, dispersándolos. El comandante ruso reorganizó sus fuerzas y repitió la carga, pero los rusos fueron repelidos nuevamente antes de llegar a los emplazamientos de artillería polacos. Solo el Regimiento del Coraceros de Nóvgorod perdió a más de 200 hombres de los 450 que participaron en la carga.
Después de media hora, los rusos finalmente asaltaron las murallas de la Fortaleza 74 y derrotaron al batallón polaco que lo defendía obligando a la artillería polaca en Czyste, que bombardeaba las columnas rusas que avanzaban y a su Grande Batterie, a retroceder. Mientras tanto, la columna derecha rusa se acercaba a la Fortaleza 72 que se encontraba defendida por solo 200 hombres, el reforzado Regimiento Nieśwież se acercó a la Fortaleza en formación en punta de lanza. Al ver esto, el Comandante polaco ordenó a su reserva de caballería cargar contra la infantería rusa. Granaderos rusos irrumpieron en las murallas de la Fortaleza 72, pero fueron repelidos y obligados a retroceder detrás del foso, donde la caballería polaca cargó. Los rusos formaron en cuadro de infantería, pero fueron derrotados y obligados a retirarse. Para contrarrestar la amenaza de la Caballería polaca, el General Nostitz cargó con su propia reserva de caballería bajo el mando del General Georg von Sass, lo que produjo una batalla entre ambas caballerías.
Esto salvó a la infantería de Roth, ya que la línea de fuego de la artillería polaca fue bloqueada por la caballería polaca y rusa. Ambos comandantes lanzaron más caballería a la lucha y pronto las fuerzas de ambos bandos fueron similares. Ambas fuerzas pronto perdieron cohesión y la batalla se convirtió en una serie de duelos entre Ulanes y Húsares polacos (armados con lanzas y sables) y Coraceros y Dragones rusos (armados con espadas más pesadas). Los polacos salieron inicialmente victoriosos y lograron incapacitar tanto al general Nostitz como al general von Sass, pero luego fueron atacados por refuerzos rusos adicionales y tuvieron que retirarse. Esto obligó a algunas de las guarniciones de artillería polacas a retirarse también a las murallas de la tercera línea. El Regimiento de Husares de la Guardia Rusa bajo las órdenes de Georg von Arpshofen, montando caballos grises gruesos y vistiendo uniformes rojos brillantes distintivos, persiguió a la caballería polaca que huía al espacio entre las Fortalezas 71 y 72 donde fueron recibidos por Refuerzos de Caballería polaca: el 3.º Regimiento de rifles montados debía mantener a los húsares en su lugar, mientras que el 4.º Regimiento de Ulanos estaba para atacar a los rusos desde el flanco. Antes de que se pudiera idear el plan, los veteranos rusos rompieron esta nueva línea de defensa polaca. El 3.º Regimiento se rompió y comenzó una retirada, seguido por los rusos. El general Umiński ordenó a su infantería y artillería que abrieran fuego contra la de caballería polaca y rusa. Pequeños grupos de rusos se retiraron para unir sus líneas, mientras que otros intentaron asaltar las puertas fuertemente defendidas de Varsovia y siendo asesinados por la infantería polaca. Un pequeño grupo tuvo éxito y llegaron a la puerta del Castillo de Ujazdów, a 4 kilómetros de la ciudad, donde finalmente cayeron. La batalla de caballería terminó con los tres regimientos involucrados en la escaramuza casi aniquilados. 

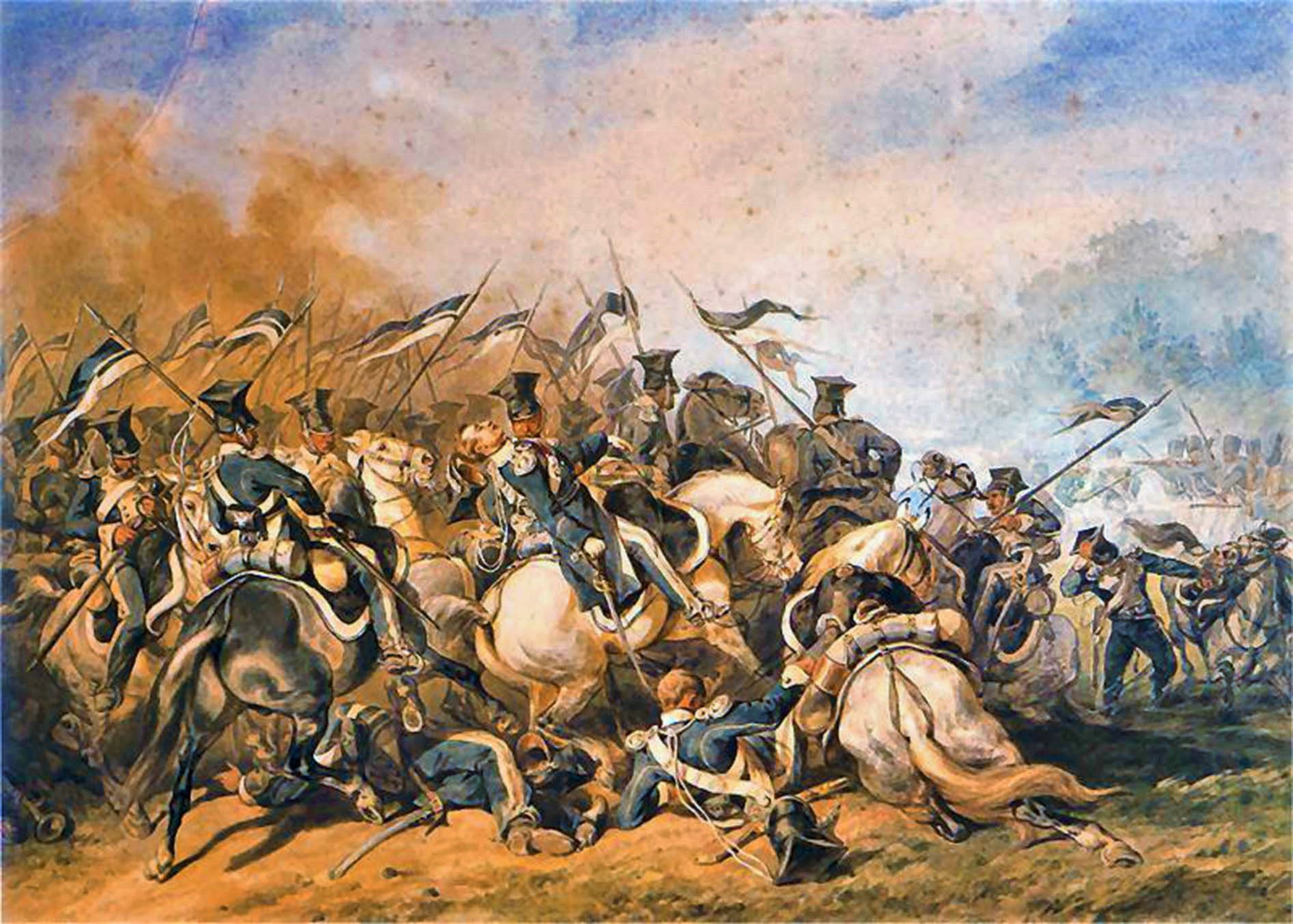
Caballería polaca cargando contra las fuerzas rusas, pintura de Juliusz Kossak

Aunque los polacos lograron contener y derrotar a la caballería rusa, su carga y éxitos iniciales causaron un pánico generalizado en las filas polacas. La guarnición de la Fortaleza 72 abandonó sus posiciones, dejando atrás sus armas y se retiró a la 73 sin luchar. Del mismo modo, la guarnición de la 73 entró en pánico, y su comandante, el Coronel Feliks Przedpełski, ordenó a sus soldados que bloquearan sus armas, abandonasen la muralla principal y cogieran posiciones defensivas tras el muro de la Fortaleza, esperando que la caballería rusa entrase en la fortificación. Esto permitió a la infantería rusa capturar la Fortaleza 72 y se dirigiese  hacia la Fortaleza 73 sin oposición. Los oficiales polacos lograron contener el pánico justo a tiempo para que sus soldados de infantería abrieran fuego contra los rusos que se acercaban y los obligaran a retirarse de nuevo a la 72.
El aparente pánico en las filas polacas convenció a Muraviov de realizar un nuevo asalto con refuerzos, a pesar de las pérdidas que habían sufrido sus columnas. Los granaderos del coronel Lukash se reforzaron con dos batallones del Regimiento de la Guardia Finlandesa (1300 hombres y cuatro cañones) que flanquearon la Fortaleza 73 desde el norte y capturaron una fábrica de ladrillos y una posada fortificada. Su guarnición ofreció una ligera resistencia antes de retirarse en desorden. La situación parecía crítica, ya que los rusos ahora estaban en posesión de una gran parte de la segunda línea de defensas polacas.
A pesar de la aparente gravedad de la situación, los defensores polacos todavía tenían suficientes tropas en la reserva para contraatacar y recuperar la iniciativa. Las posiciones recién capturadas por los rusos estaban demasiado avanzada respecto a su artillería, y todas estaban bajo el fuego bien dirigido de las posiciones de artillería fija polacas en las murallas de la tercera línea de defensas, así como numerosas baterías de artillería móvil. Las Fortalezas 72 y 73, así como la posada Karczma Żelazna y la fábrica de ladrillos recibieron fuego de racimo constantemente. Bajo el fuego proveniente de todos lados, los rusos tuvieron que esconderse detrás de las murallas, incapaces de devolver el fuego o incluso observar el campo de batalla frente a ellos. Los tirailleurs polacos del 3.º Regimiento a pie se acercaron a la posada casi sin oposición y la reconquistaron. Poco después, también reconquistaron la fábrica de ladrillos. Los rusos también abandonaron las dos Fortalezas y, aunque la infantería ligera rusa intentó recuperarlos, no les fue posible. Alrededor de las 16:45 las baterías de artillería de Józef Bem pudieron abandonar la seguridad de las sus defensas y regresar al campo de batalla para abrir fuego contra la Grande Batterie. A pesar de más de tres horas de intensos combates en el oeste, el General Małachowski, Comandante del sector sur que estaba relativamente tranquilo, no reforzó los sectores occidentales.

#### Ataques a la zona occidental
Si bien el ataque de Muraviov no tuvo éxito, obligó a la artillería polaca a disminuir la presión sobre la Grand Batterie, lo que supuso para los rusos poder apoyar las defensas polacas más occidentales. Para entonces, la Grand Batterie podría bombardear las murallas de la segunda línea con relativa facilidad, dañando tanto las defensas como minar la moral de las guarniciones. Se ordenó a los soldados de infantería polacos que manejaban las Fortalezas recostarse detrás de los gaviones, lo que minimizó las pérdidas. Los soldados del campo de batalla no tenían esa cobertura y sufrieron bajas. La  Grand Batterie también hizo inútiles algunas de los cañones en las Fortalezas 21, 22 y 23.
El general von Toll inicialmente planeó ordenar a su infantería que comenzara el asalto a las 16:00, pero Paskévich a través de sus ayudantes le ordenó posponer el ataque hasta las 16:45. Finalmente alrededor de las 17:00 el cuerpo de von Kreutz avanzó hacia las Fortalezas 21 y 22 en dos columnas. La artillería rusa comenzó a bombardear a los defensores a corta distancia a lo que los polacos respondieron abandonando la Fortaleza 21 antes de que se acercara la infantería rusa. Mientras tanto, la lucha por la Fortaleza 22 fue intensa. Al final, su guarnición cayó casi hasta el último hombre.
Simultáneamente, el Cuerpo de von Pahlen atacó las Fortalezas 23 y 24 y la posición polaca en el Cementerio Evangélico. Después de intensos combates, muchos comandantes rusos, incluido Paskévich, propusieron posponer los combates hasta el día siguiente. El general von Toll insistió en llegar a la última línea de defensas polacas antes del atardecer. Las fortalezas circundantes cambiaron de manos muchas veces, pero sobre las 22:00, cuando los rusos cesaron los ataques, la mayoría de ellos estaban en sus manos rusas. Alrededor de la medianoche, el General Berg llegó a Varsovia con un nuevo ultimátum firmado por Paskévich.

#### La rendición polaca
El General Prądzyński actuó de nuevo como emisario ante el General ruso, donde fue recibido por el Mijaíl Pávlovich pues Paskévich se encontraba herido. Aunque Mijaíl creía que los polacos estaban intentando ganar tiempo para permitir que el Cuerpo de Ramorino regresará de Podlasie, Prądzyński lo convenció para que enviara al General Berg a Varsovia con un borrador de un acto de rendición incondicional. El acuerdo estipulaba que el ejército polaco era libre de abandonar la ciudad, entraría en vigor un alto el fuego de dos días y que Varsovia se libraría de los horrores que experimentó durante el asedio de 1794. No se incluyeron cláusulas políticas. Alrededor de las 17:00 Prądzyński y Berg llegaron a Varsovia, donde Krukowiecki estuvo de acuerdo con los términos rusos, pero los consideró demasiado duros. Berg y Prądzyński regresaron al cuartel general ruso y el Gran Duque Mijaíl acordó permitir al ejército polaco el paso libre a Modlin y Płock, una amnistía para todos los combatientes del Levantamiento e intercambiar prisioneros. Los nuevos términos fueron más que aceptables para Krukowiecki. Tras el regreso de Prądzyński, el ala más liberal del gobierno ganó por una mayoría temporal y Krukowiecki fue expulsado del poder y reemplazado por Bonawentura Niemojowski como jefe de Gobierno y el general Kazimierz Małachowski como Comandante en jefe.
El ultimátum requirió que Varsovia se rindiera de inmediato, junto con el puente y el barrio de Praga, y o del contrario se destruiría completamente la ciudad al día siguiente. Tras un acalorado debate, las nuevas autoridades polacas decidieron cumplir antes de las 5:00. Małachowski envió una carta a Paskévich notificándole que el ejército se retiraba a Płock "para evitar más derramamiento de sangre y demostrar su lealtad". La carta también expresó su esperanza de que los rusos permitirían el paso libre a las tropas que no podían retirarse antes de la fecha límite. La rendición de Varsovia no fue, pues, una convención formal, sino el efecto de largas negociaciones. Los rusos inicialmente respetaron sus términos.
El ejército polaco se retiró a través del Vístula y continuó hacia el norte hacia la fortaleza Modlin. El Sejm, el Senado y muchos civiles también abandonaron la ciudad. Muchos soldados, incluidos los oficiales de alto rango, decidieron quedarse en la ciudad y dejar las armas. Hasta 5000 soldados se quedaron en Varsovia, junto con 600 oficiales, entre ellos los generales Krukowiecki, Małachowski, Chrzanowski y Prądzyński. Las tiendas de alimentos se abrieron y sus contenidos se distribuyeron entre los civiles.
La tarde del día 8 de septiembre el Gran Duque Mijaíl Pávlovich entraba en la ciudad al frente de su Guardia Imperial.

## Europa y la derrota polaca

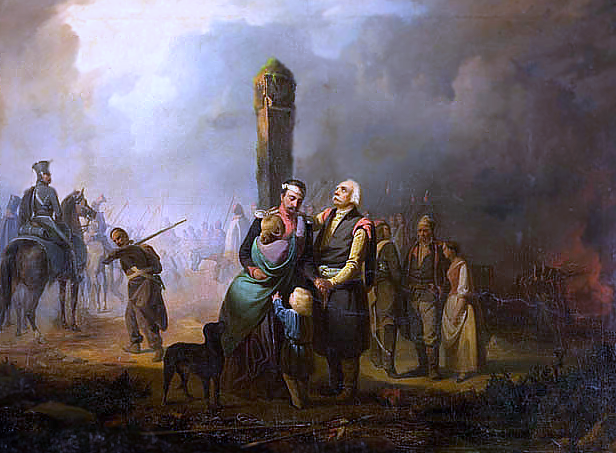
Polacos cruzando la frontera de Prusia, pintura de Franciszek Faliński

La caída de Varsovia produjo una profunda tristeza en París. La multitud  en las calles y bulevares atacó el edificio del Ministerio de Relaciones Exteriores. El Gobierno francés fue acusado de inactividad pues a pesar de la solidaridad con la causa polaca el Gobierno no  brindó ningún apoyo activo.
La desafortunada frase de Sebastiani sobre el "el orden en Varsovia" generó críticas generalizadas sobre su política exterior por no tomar parte en una acción política decisiva contra las atrocidades rusas. Como señaló Adolphe de Bourqueney <<Francia ama a Polonia, lo siente, lo admira, pero ¿qué puede hacer por ella?>>. Aunque Francia no hizo mucho por Polonia durante su lucha contra Rusia, pronto se convertiría en el centro del exilio polaco después del Levantamiento. Al no proteger a Polonia, la monarquía de julio al menos protegió a los refugiados polacos que comenzaron a llegar a través de sus fronteras a finales de septiembre y noviembre de 1831. También los británicos, simpatizaban con el Levantamiento, pero las reacciones no fueron tan fuertes. Cuando llegaron a Londres noticias sobre la caída de Varsovia, éstas fueron recibidas con un sentido desde incredulidad cautelosa. La prensa declaró que <<Si Varsovia estaba bien aprovisionada, como lo declaró estar, la resolución deliberada del ejército de abandonarlo, en
en cualquier caso, parece irreconciliable con lo que hemos visto últimamente sobre la sabiduría del  Gobierno polaco>>.Incluso el corresponsal del The Times afirmó que <<en un país donde toda la población defiende la independencia bien se podría haber trasladado la capital. Por lo que parecía obvio que la causa polaca había sufrido "un golpe mortal">>